# 阪急京都本線
京都本線（きょうとほんせん）は、大阪府大阪市淀川区の十三駅から京都府京都市下京区の京都河原町駅までを結ぶ阪急電鉄の鉄道路線である。『鉄道要覧』に記載されている路線名は単に京都線（きょうとせん）であるが、「京都線（系統）」は支線の嵐山線や千里線を含む総称としても用いられていることから、旅客案内や規則類においては「京都本線」の呼称が使用されている。軌道法準拠で開業した神宝線（神戸線・宝塚線）と区別する意味で、かつては鉄道線（てつどうせん）とも呼ばれた。ラインカラーはグリーン（■）。駅ナンバリングで使われる路線記号はHK。
なお、案内上「京都線」および「京都本線」の名称は、宝塚本線の大阪梅田駅 - 十三駅間を含めた、大阪市北区の大阪梅田駅から京都河原町駅を結ぶ運転系統の呼称として使われている。以下特記のない限り、運転系統としての京都本線（大阪梅田駅 - 京都河原町駅間）について記述する。

## 概要
神戸本線・宝塚本線と並ぶ阪急電鉄の基幹路線の一つであり、大阪と京都それぞれの随一の繁華街である梅田界隈と四条河原町界隈を結ぶ都市間鉄道（インターアーバン）である。大阪府の北摂地域と京都府の乙訓地域を経由して京阪間を淀川の北側を通って結んでいる。また、西院駅 - 京都河原町駅間は京都の中心市街地の一角である四条通を通る地下線であり、このうち1931年（昭和6年）に開業した西院駅 - 大宮駅間は、関西初の地下線となっている。1963年（昭和38年）に大宮駅から河原町駅（現在の京都河原町駅）に延伸された。
もともとは京阪電気鉄道の子会社である新京阪鉄道が京阪本線のバイパスとして建設した路線（新京阪線）であったが、太平洋戦争中の政府による交通統制によって1943年（昭和18年）に京阪神急行電鉄（現在の阪急電鉄）の路線となった。戦後の1949年（昭和24年）の京阪電気鉄道の分離の際、新京阪線は阪急に残され京都本線となった（詳細後述）。
全線にわたってJR京都線（東海道本線）と並行しており、淀川の対岸には大阪と京都を結ぶ鉄道として京阪電気鉄道の京阪本線がある。ただし、JRと異なり本路線は京都市中心部の四条通（四条河原町・四条烏丸）に直接アクセスできる。また京阪本線は大阪側のターミナル駅が、梅田地区からやや離れた淀屋橋駅・京橋駅であり、途中の経路も大きく異なる。
淡路駅を経由して千里線に直通する列車も設定されており、同線の天神橋筋六丁目駅方面の列車はさらにOsaka Metro堺筋線と直通運転を行い、天下茶屋駅まで至る。歴史的経緯からも千里線とは一体的に運行されているため、本記事では千里線直通列車の運行形態についても記述する。

### 路線データ
- 路線距離（営業キロ）：十三駅 - 京都河原町駅間 45.3 km
- 軌間：1435 mm
- 駅数：27駅（起終点駅含む）、1信号所
- 複線区間：全線
- 電化区間：全線電化（直流1500 V）
- 閉塞方式：自動閉塞式
- 最高速度：115 km/h[1]
- 車両基地：正雀車庫・工場、桂車庫
- 混雑率：100 %（2020年度：上新庄駅 → 淡路駅間）[5]

旅客案内および運転系統上の京都本線は、大阪梅田駅 - 京都河原町駅間47.7 km、28駅（起終点駅含む）である。

## 路線概況
阪急の基幹3路線系統が並走する大阪梅田駅 - 十三駅間（宝塚本線の増設線扱い）を除き、一貫して淀川の右岸側に路線が通っている。路線敷設の経緯から線形は比較的良く、とりわけ上新庄駅 - 桂駅間には運転上考慮すべきカーブはあまりみられない。西日本旅客鉄道（JR西日本）の東海道本線（JR京都線）は崇禅寺駅付近 - 大山崎駅間では当路線の北寄りを、それ以外では南寄りのルートを通る。
ほかにも東海道新幹線や名神高速道路、国道171号も当路線に近いルートを通る区間があり、特に高槻市駅 - 西山天王山駅付近では淀川と北摂山地および天王山に挟まれた狭隘な平地をこれらの路線が近接して並走する光景もみられる。

## 運行形態
列車種別は普通列車のほか特急（通勤特急や快速特急を含む）、準特急、急行、準急があり、途中駅を終点とする区間運転も行なわれている。
京都本線はJR片町線や京阪本線と同様、大阪方面行きが下り、京都方面行きが上りとなっている。京都線の列車は大阪梅田駅を始発・終着としているが、正式な起点は十三駅であり、大阪梅田駅 - 十三駅間は宝塚本線の複々線の東側増設線2線に乗り入れる形となっており、用地の関係でホームを設置できなかった中津駅には停車しない。

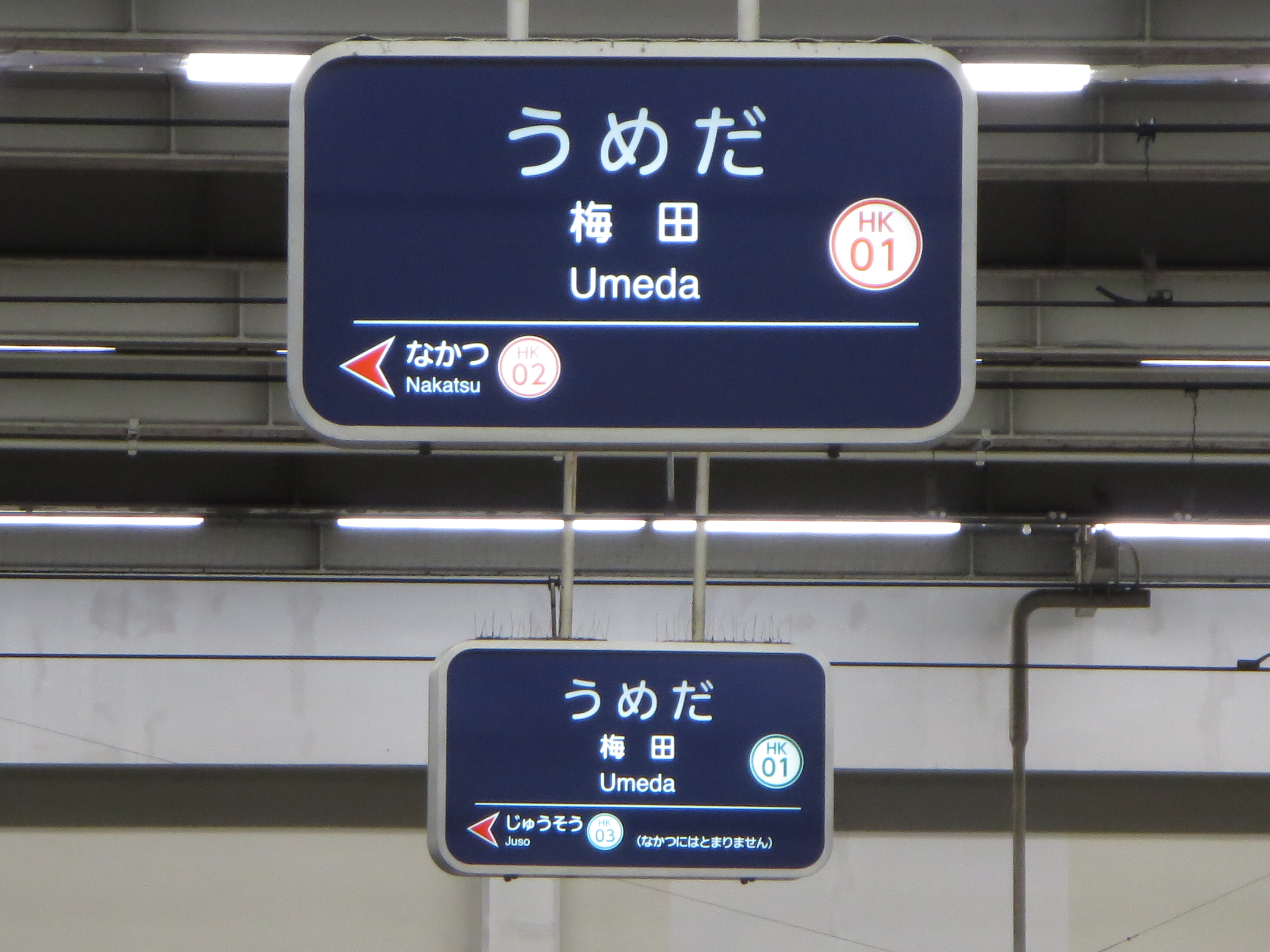
梅田（現・大阪梅田）駅京都線ホームの隣駅表示は「十三」。中津駅を通過することも明記されている（画面奥）

途中の淡路駅で交差する阪急千里線と直通運転が行われており、直通列車は大阪梅田駅 - 淡路駅 - 千里線方面と京都方面 - 淡路駅 - 千里線方面の2系統が存在し、後者は千里線を経て大阪市高速電気軌道 (Osaka Metro) の地下鉄堺筋線にも直通している。
編成両数は8両編成を基本に、一部7両編成で運行される。8両編成で統一されている神戸本線（平日朝ラッシュ時除く）・宝塚本線と異なり、京都本線に7両編成が残るのは、京都河原町駅2号線のホーム有効長が7両であることや、車庫の収容能力に起因している。なお、土曜・休日に運転される快速特急は6両編成である。
日中1時間あたりの運行本数は次のようになっている。平日と土休日でダイヤパターンが異なる。
| 種別＼駅名 | 種別＼駅名 | 大阪梅田  | …         | 淡路 | 淡路    | …       | 高槻市  | 高槻市  | …       | 京都河原町 |
| ---------- | ---------- | --------- | --------- | ---- | ------- | ------- | ------- | ------- | ------- | ---------- |
| 運行範囲   | 特急       | 6本       | 6本       | 6本  | 6本     | 6本     | 6本     | 6本     | 6本     | 6本        |
| 運行範囲   | 準急       | 6本       | 6本       | 6本  | 6本     | 6本     | 6本     | 6本     | 6本     | 6本        |
| 運行範囲   | 普通       | 3本       | 3本       | 3本  | 3本     | 3本     | 3本     |         |         |            |
| 運行範囲   | 普通       | 3本       | 3本       | 3本  | →北千里 | →北千里 | →北千里 | →北千里 | →北千里 | →北千里    |
| 運行範囲   | 普通       | 天下茶屋← | 天下茶屋← | 3本  | 3本     | 3本     | 3本     |         |         |            |

| 種別＼駅名 | 種別＼駅名 | 大阪梅田            | …                   | 淡路                | 淡路                | …                   | 高槻市              | 高槻市              | …                   | 京都河原町          |
| ---------- | ---------- | ------------------- | ------------------- | ------------------- | ------------------- | ------------------- | ------------------- | ------------------- | ------------------- | ------------------- |
| 運行範囲   | 快速特急   | 0 - 1本（1日4往復） | 0 - 1本（1日4往復） | 0 - 1本（1日4往復） | 0 - 1本（1日4往復） | 0 - 1本（1日4往復） | 0 - 1本（1日4往復） | 0 - 1本（1日4往復） | 0 - 1本（1日4往復） | 0 - 1本（1日4往復） |
| 運行範囲   | 特急       | 6本                 | 6本                 | 6本                 | 6本                 | 6本                 | 6本                 | 6本                 | 6本                 | 6本                 |
| 運行範囲   | 堺筋準急   | 天下茶屋←           | 天下茶屋←           | 3本                 | 3本                 | 3本                 | 3本                 | 3本                 | 3本                 | 3本                 |
| 運行範囲   | 準急       | 3本                 | 3本                 | 3本                 | 3本                 | 3本                 | 3本                 | 3本                 | 3本                 | 3本                 |
| 運行範囲   | 普通       | 3本                 | 3本                 | 3本                 | 3本                 | 3本                 | 3本                 |                     |                     |                     |
| 運行範囲   | 普通       | 3本                 | 3本                 | 3本                 | →北千里             | →北千里             | →北千里             | →北千里             | →北千里             | →北千里             |
| 運行範囲   | 普通       | 天下茶屋←           | 天下茶屋←           | 3本                 | 3本                 | 3本                 | 3本                 |                     |                     |                     |

### 列車種別
以下に各種別の詳細を示す。現行の各種別の停車駅は「駅一覧」の節を参照。

#### 快速特急（京とれいん 雅洛）
土休日ダイヤ実施日に大阪梅田駅 - 京都河原町駅間で1日4往復運行される観光客らの利用を想定した列車で、専用車両での運転であるが、乗車券のみ（追加料金不要）で利用できる。途中停車駅は、十三駅・淡路駅・桂駅・烏丸駅で、後述の特急より少ない。終点まで先行する特急の2分後を続行する。大阪梅田駅行きは桂駅で、京都河原町駅行きは淡路駅と桂駅で準急に接続する。
専用車両として神宝線の7000系を改装した「京とれいん 雅洛」（7006F）6両編成で運転され、最高速度は110 km/hである。専用車両は1編成しかないため、検査時等には一般車両が代走する。
英語表記は「Limited Express」が使用されていたが、2019年1月のダイヤ改正で「Rapid Limited Express」に変更された。
快速特急は、2011年（平成23年）5月14日のダイヤ改正で、6300系を改装した「京とれいん」で運行する列車として新設された。その後、十三駅へのホームドア設置に伴い、2019年（平成31年）1月19日のダイヤ改正で6300系「京とれいん」を使用する列車は後述の十三駅通過の「快速特急A」に変更され、同年3月23日からは「京とれいん 雅洛」で運転されている。

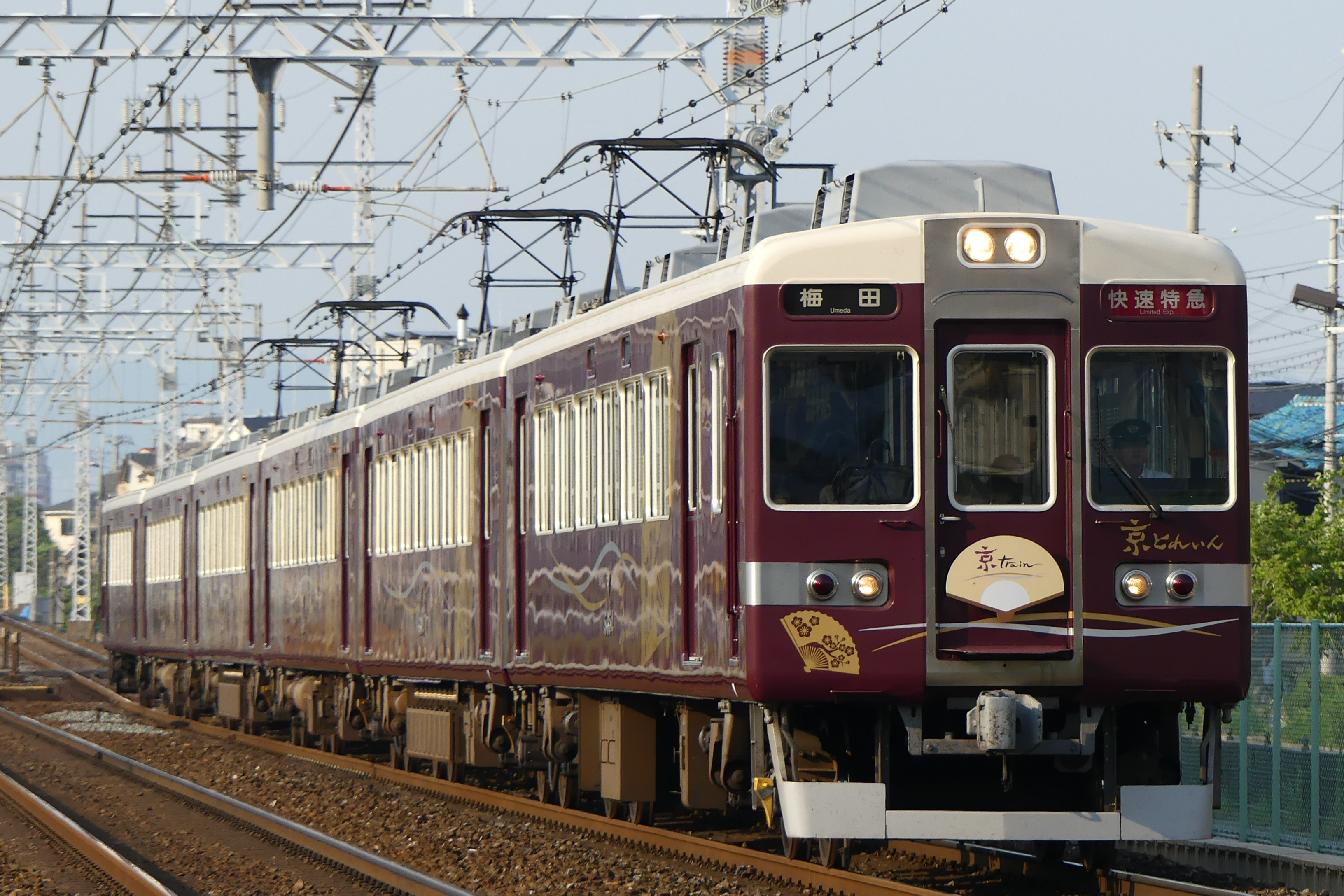
6300系「京とれいん」による梅田駅（現・大阪梅田駅）行き快速特急（2018年7月16日）
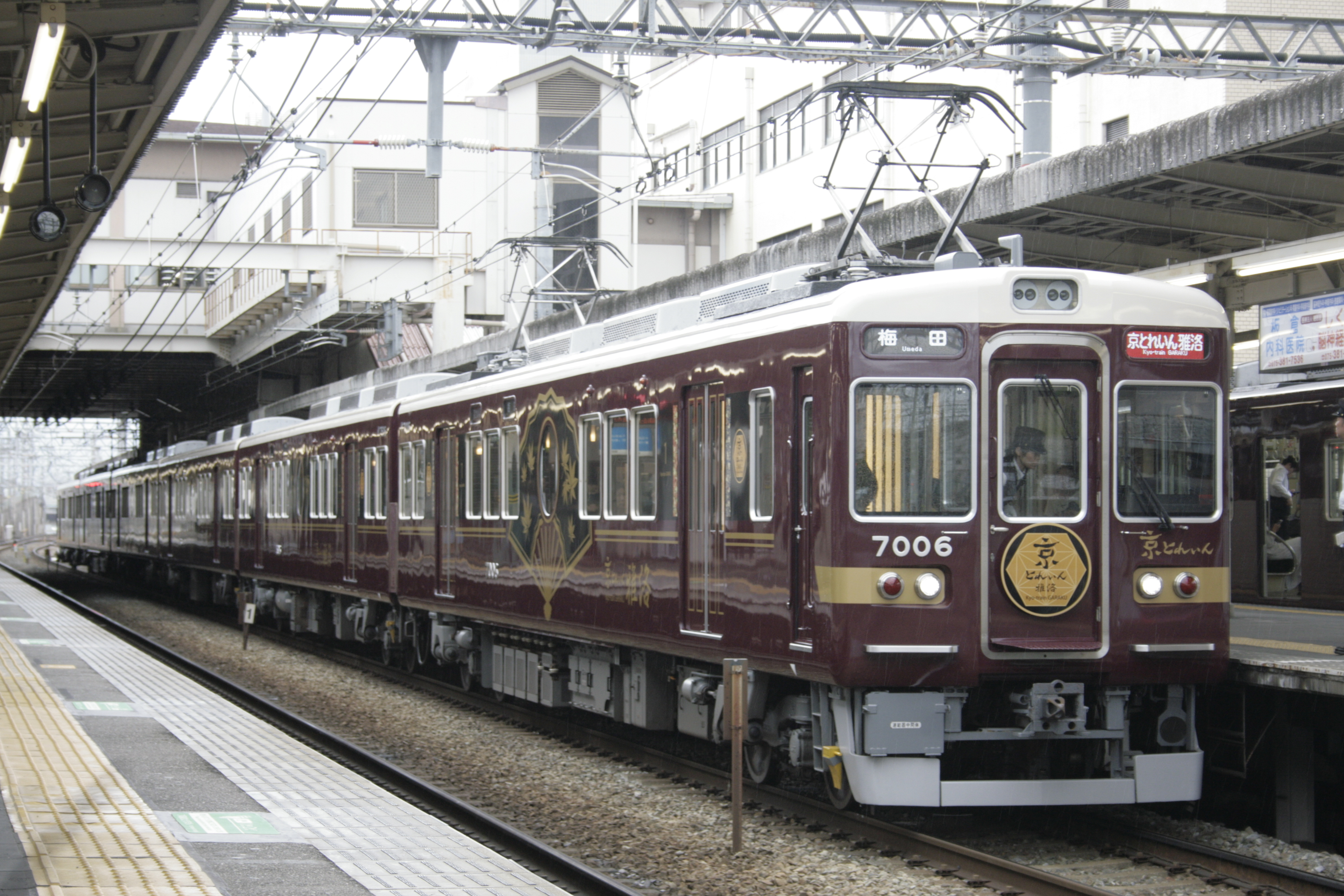
7000系「京とれいん 雅洛」による梅田駅（現・大阪梅田駅）行き快速特急（2019年7月14日）

#### 特急
平日ダイヤでは京都本線の最上位の種別であり、乗車券のみで乗車可能である。大阪梅田駅 - 京都河原町駅間で、基本的に平日は9 - 16時に、土曜・休日は概ね9 - 21時に運行される。基本的に10分間隔で運行されるが、土休日夜間などは15分ほどあく時間帯がある。英語表記は「Limited Express」。
日中の大阪梅田駅 - 京都河原町駅間の所要時間は42 - 45分、最速は2022年12月17日のダイヤ改正以降、平日日中下りに運転される列車の42分30秒（表定速度：67.3 km/h、平均速度：74.2 km/h）である。8両編成の運用で、最高速度115 km/hで運転されるためそれに対応した車両に限定されている。主に転換クロスシート車の9300系・2300系で運行されるが、ロングシート車の8300系・7300系・1300系で運行される列車もある。2300系と一部の9300系で運行される列車には座席指定車両「PRiVACE」（プライベース）が連結されている。
途中停車駅は、十三駅・淡路駅・茨木市駅・高槻市駅・長岡天神駅・桂駅・烏丸駅で、各駅において先着となる。かつては途中、十三駅・大宮駅・烏丸駅のみの停車で、京阪間ノンストップ運転を行っていた。大阪梅田方面への列車は、平日は桂駅と高槻市駅で準急に、茨木市駅で普通に接続する。土休日は桂駅と茨木市駅で準急に、高槻市駅で普通に接続、一部は淡路駅で天下茶屋駅行き普通に片接続する。京都河原町方面への列車は、平日・土休日ともに、茨木市駅で普通に、高槻市駅と桂駅で準急に接続する。
かつて平日ダイヤ実施日については終日、9300系で運転される列車に限り、大阪梅田側から5両目（5号車）に女性専用車両が設定されていた。なお、9300系以外の車両による運用時は女性専用車両は設定されなかった。2022年（令和4年）12月17日のダイヤ改正により、特急における女性専用車両の設定が取り止められた。ただし、京都本線で「特急」を冠する列車のうち、通勤特急では平日朝ラッシュ時に女性専用車両がある（後述）。

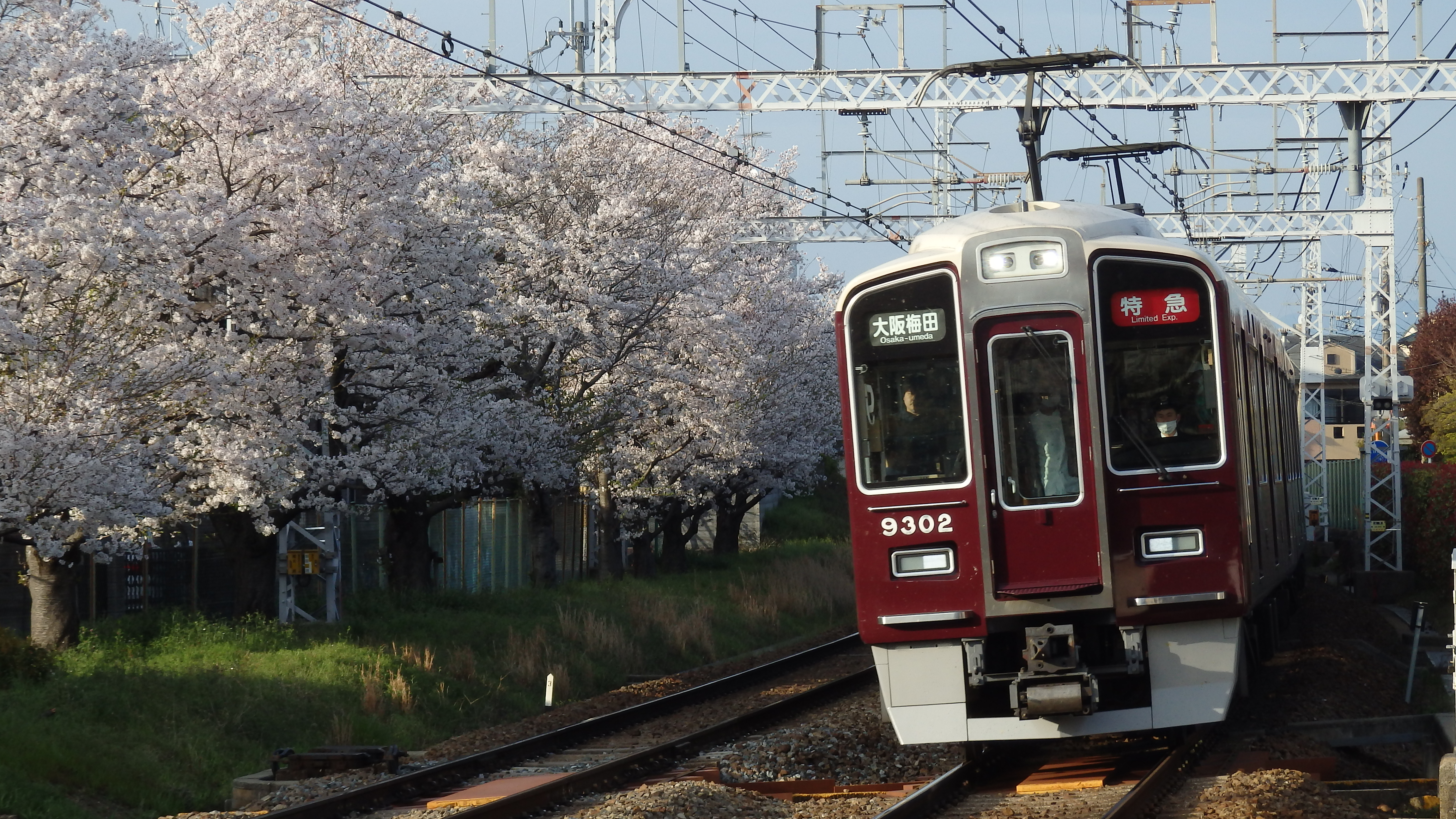
9300系による大阪梅田駅行き特急（2024年4月7日）
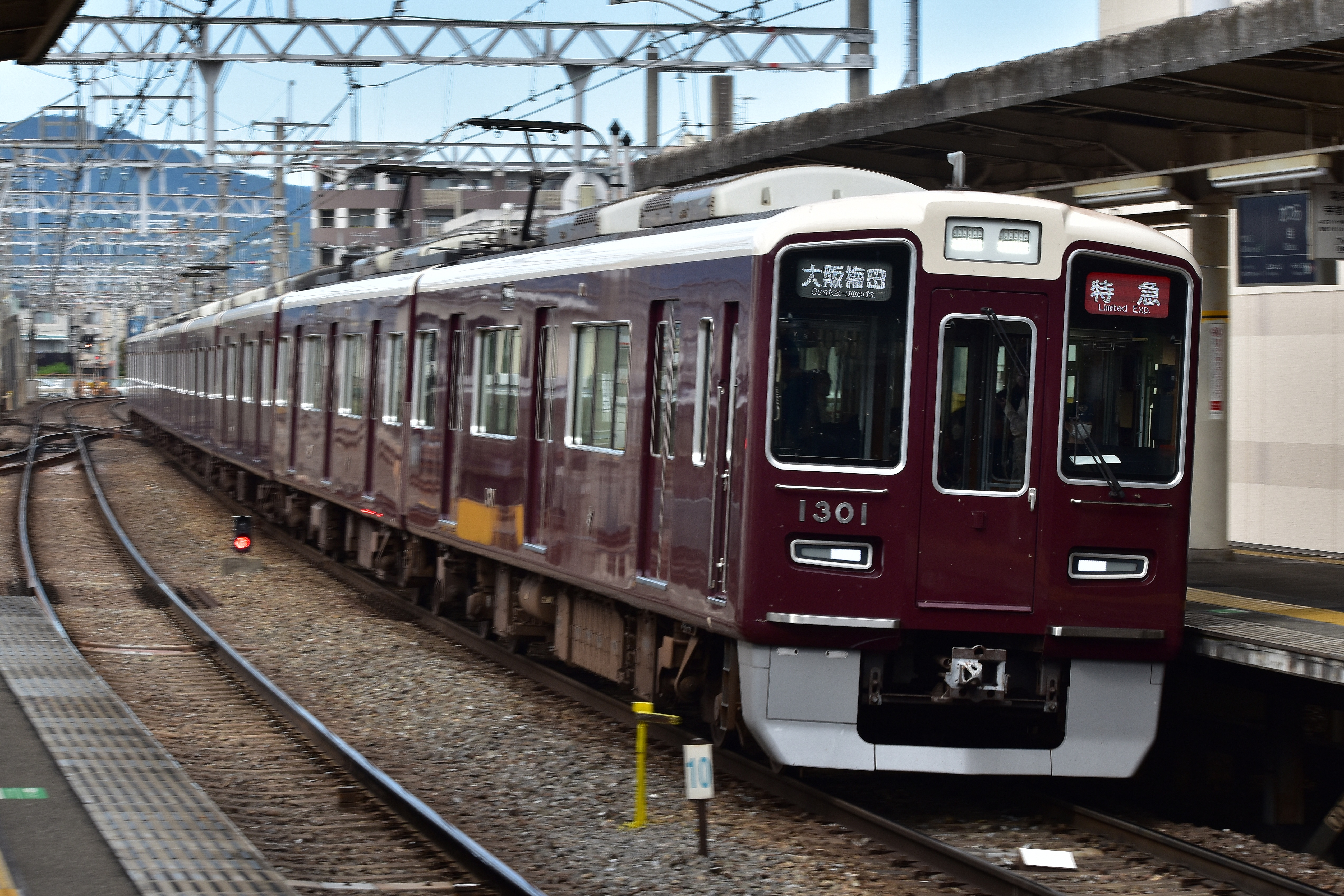
1300系による大阪梅田駅行き特急（2022年9月29日）

#### 通勤特急

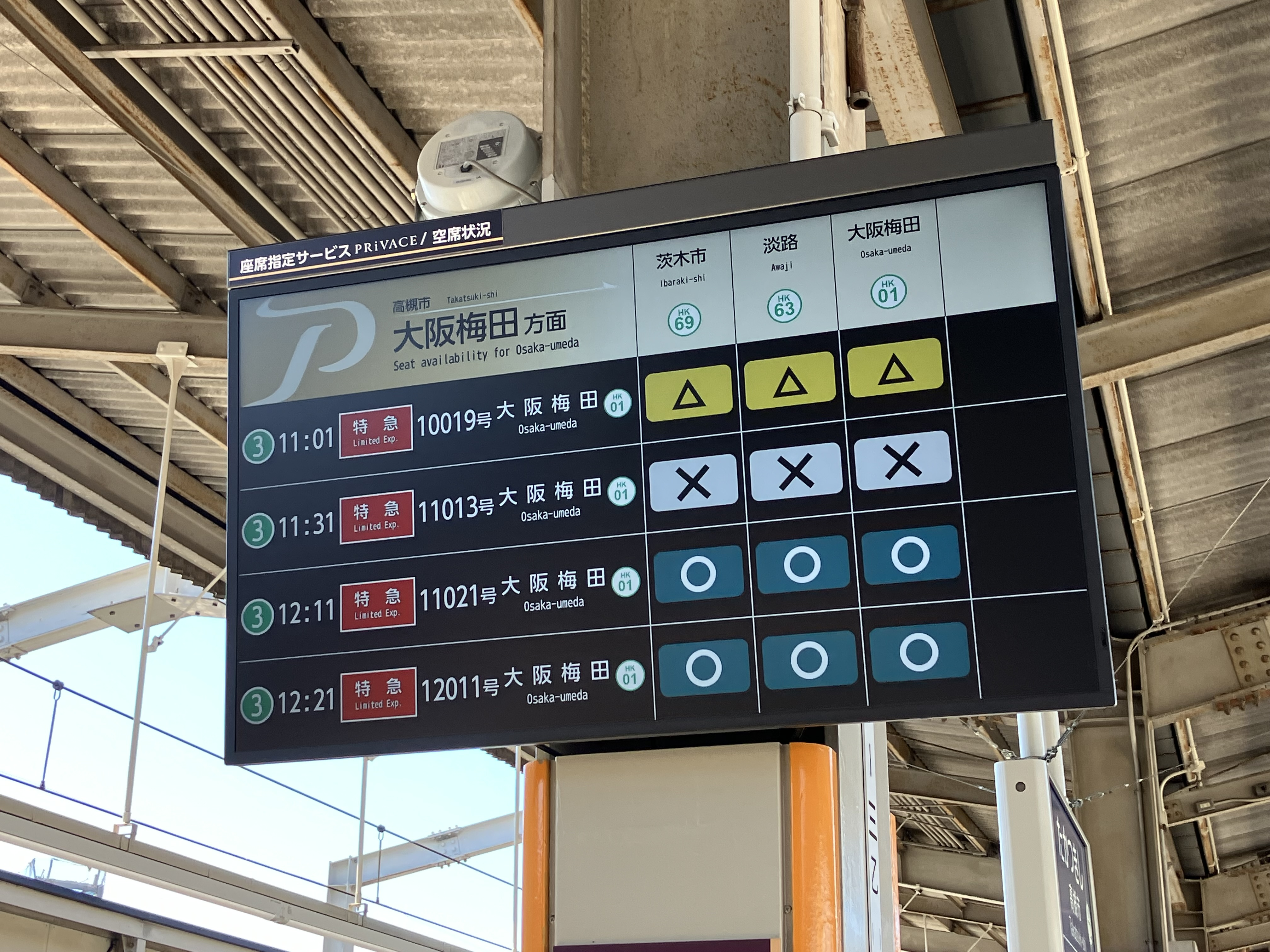
PRiVACEの空席状況モニター

大阪梅田駅 - 京都河原町駅間で、平日朝ラッシュ時に3往復のみ運行される。座席指定車両「PRiVACE」（プライベース）を連結している列車は転換クロスシートの9300系・2300系で運転されるが、それ以外の列車は9300系以外にロングシートの1300系も使用されている。以前は全列車9300系であったが、「PRiVACE」が導入された2024年（令和6年）7月21日からロングシートの1300系も使用されるようになった。最高速度は115 km/hである。本種別のみ、大阪梅田側から5両目（5号車）に女性専用車両が設定されている。
途中停車駅は、十三駅・茨木市駅・高槻市駅・長岡天神駅・桂駅・西院駅・大宮駅・烏丸駅である。特急に比べ京都市内の西院駅・大宮駅に停車する代わりに、千里線・堺筋線との乗り換え駅で特急停車駅の淡路駅を通過する。京都河原町駅行きは、高槻市駅で準急に、長岡天神駅で普通に接続する。大阪梅田駅行きは、長岡天神駅で天下茶屋駅行き準急に、高槻市駅で大阪梅田駅行き普通に、茨木市駅で天下茶屋駅行き普通にそれぞれ接続する。
現行のものは2001年（平成13年）のダイヤ改正で設定された。2010年（平成22年）のダイヤ改正で茨木市駅にも停車し、特急より停車駅が多くなった。また、快速急行（現在の準特急）との停車駅の差は淡路駅のみとなった。かつては朝ラッシュ時だけでなく夕方以降にも設定されていたが、2022年（令和4年）12月17日のダイヤ改正で朝ラッシュ時の一部と夕方以降の全列車が淡路駅に停車する準特急へ統合・格下げされ、通勤特急は朝ラッシュ時の3往復のみと大幅に削減された。
英語表記は「Limited Express」が使用されていたが、2019年（平成31年）1月のダイヤ改正で「Commuter Limited Express」に変更された。

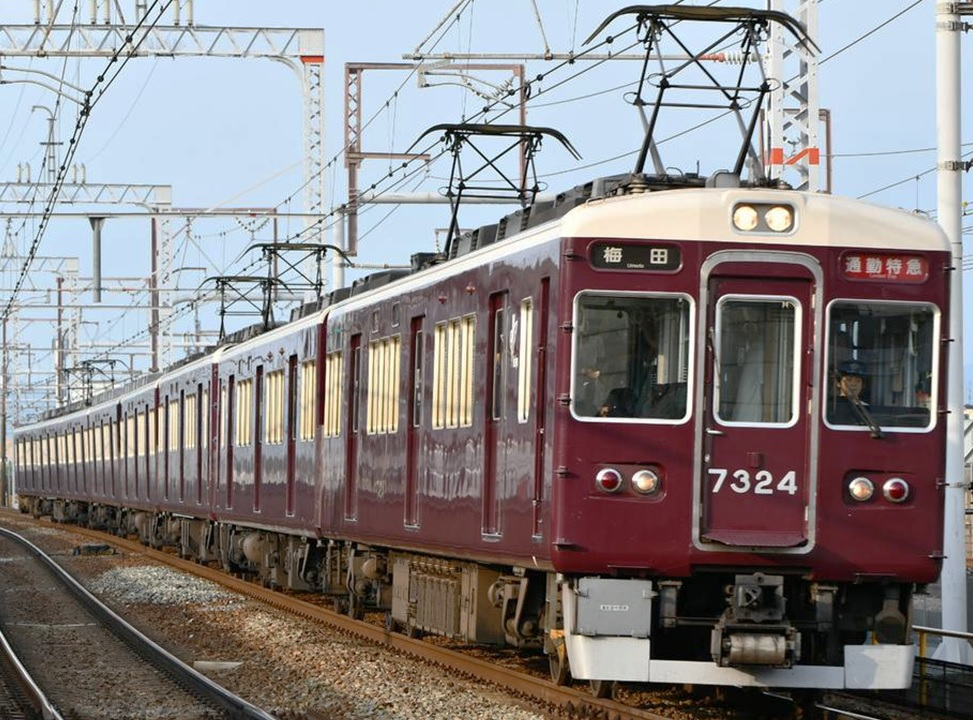
7300系による梅田駅（現・大阪梅田駅）行き通勤特急（2017年7月31日）

#### 準特急
大阪梅田駅 - 京都河原町駅間で、主に平日の朝夕ラッシュ時間帯と土休日の朝・夜間に特急に代わって運転される。全列車8両編成で、最高速度は110 km/hである。ほとんどの列車は、大阪梅田駅 - 京都河原町駅間で運行されるが、正雀車庫からの出庫を兼ねた茨木市駅発京都河原町駅行きが2本（平日は朝夕に1本ずつ、土休日は朝に2本）運行される。英語表記は「Semi Limited Express」。
2022年12月17日のダイヤ改正で、快速急行を改称して設定された。途中停車駅は従来の快速急行を引き継ぎ、十三駅・淡路駅・茨木市駅・高槻市駅・長岡天神駅・桂駅・西院駅・大宮駅・烏丸駅である。特急停車駅に加えて西院駅・大宮駅に停車し、全区間で先着する。
先述の通り2022年12月17日改正で通勤特急の大部分を準特急に格下げしたことに伴い、運転本数は快速急行であった時より増加している
準急・普通との連絡駅は列車ごとに異なるが、基本的には長岡天神駅・高槻市駅・茨木市駅で普通または準急に、淡路駅で天下茶屋駅行きの普通に連絡する。
一部の列車には座席指定車両「PRiVACE」（プライベース）が連結されている。

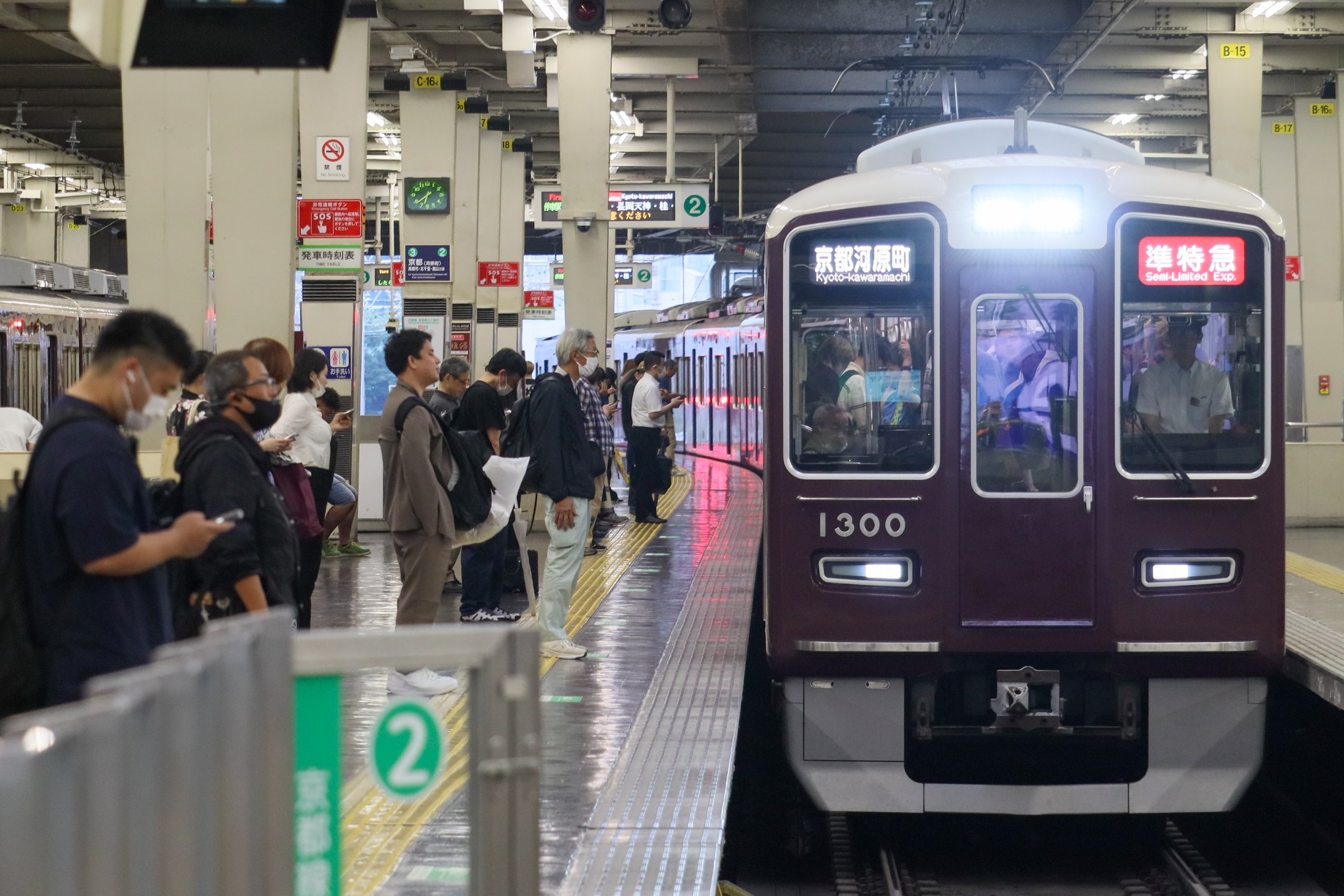
1300系による京都河原町駅行き準特急（2023年7月）

#### 急行
2022年（令和4年）12月17日のダイヤ改正で、快速の停車駅に西京極駅を加える形で設定された。途中停車駅は、十三駅・南方駅・淡路駅・上新庄駅・南茨木駅・茨木市駅・高槻市駅・長岡天神駅と桂駅 - 京都河原町駅の各駅である。全区間で先着する。平日は早朝に下り3本（このうち2本は長岡天神駅発大阪梅田駅行き）、夜間に上り3本（大阪梅田駅発京都河原町駅行き）が運転される。土休日は夜間に上り3本が運転される。
9300系以外の8両編成で運行され、最高速度は110 km/hである。種別色は黄色である。英語表記は「Express」。
大阪梅田駅行きは、京都河原町駅を始発とする列車のみ、高槻市駅と茨木市駅で大阪梅田駅行きの普通に接続する。京都河原町駅行きは、茨木市駅で普通に接続する。

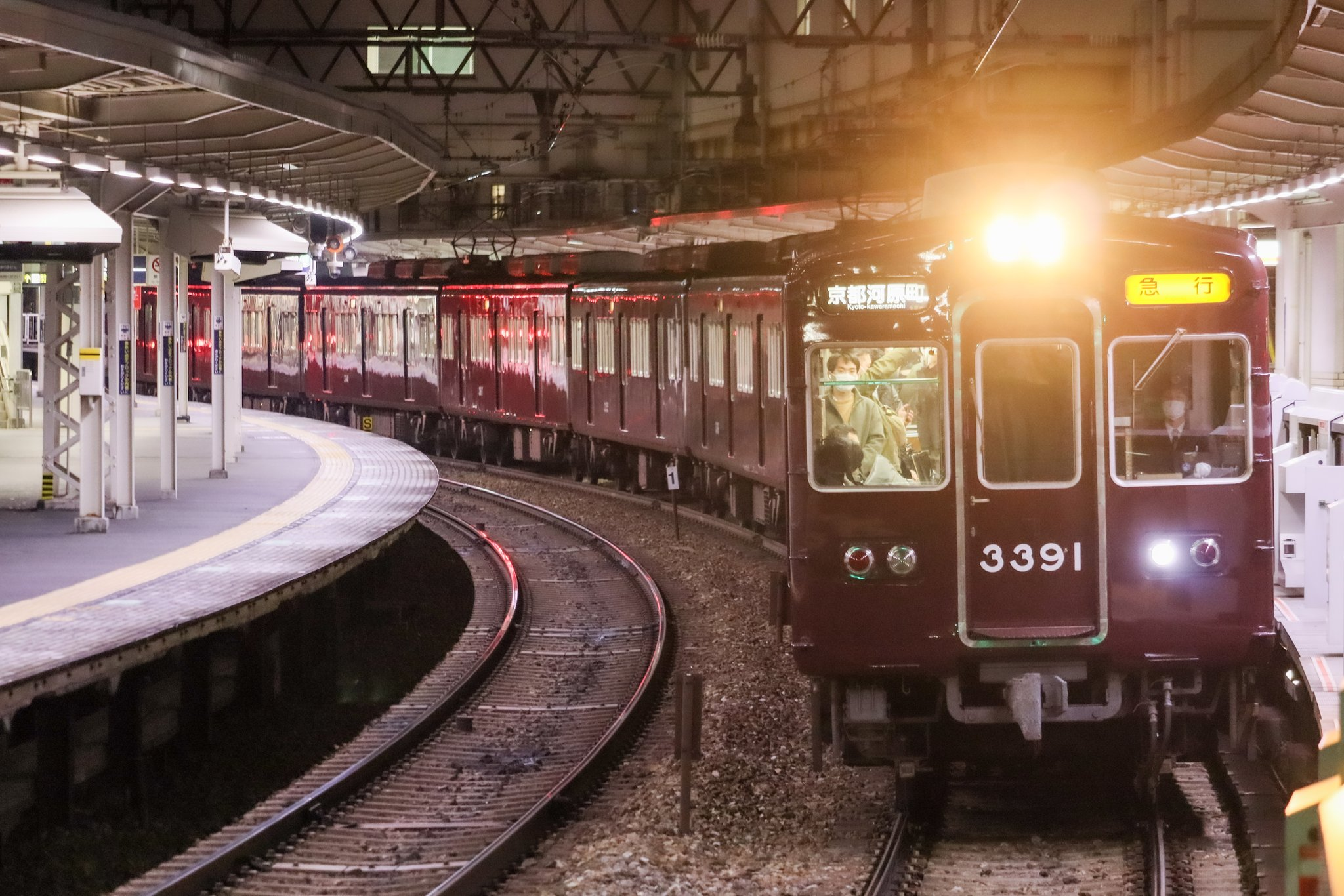
3300系による京都河原町駅行き急行（2023年3月7日）

#### 準急
2007年3月17日のダイヤ改正で、急行の停車駅に南方駅・上新庄駅を加える形で設定された。基本的に大阪梅田駅 - 京都河原町駅間の運転であるが、土休日の早朝において、高槻市駅発大阪梅田駅行き、洛西口駅発大阪梅田駅行きがそれぞれ1本ずつ設定されている。また高槻市駅発大阪梅田駅行きが平日の朝ラッシュ終わり（高槻市駅9:30発）にも1本設定されている。平日の日中は10分間隔、土休日日中は20分間隔で運行される（土休日の減便分は淡路駅以北で堺筋準急が運行）。
途中停車駅は、十三駅・南方駅・淡路駅・上新庄駅・南茨木駅・茨木市駅と高槻市駅 - 京都河原町駅の各駅である。8両編成または7両編成で運行され、最高速度は110 km/hである。
大阪梅田駅からは西山天王山駅または洛西口駅まで、京都河原町駅からは上牧駅または南方駅まで先着し、朝夕のラッシュ時間帯では、長岡天神駅・高槻市駅で準特急または通勤特急に接続する。平日の日中時間帯は、高槻市駅と桂駅で特急に、茨木市駅で普通に接続する。土休日の日中時間帯では、上下でそれぞれ異なり、大阪梅田方面は、桂駅と茨木市駅で特急に接続（一部は桂駅で快速特急にも接続）し、京都河原町方面は、茨木市駅で普通に、高槻市駅と桂駅で特急（一部は快速特急にも）接続する。
なお、1982年から2001年にかけて設定されていた「準急」については後述する。

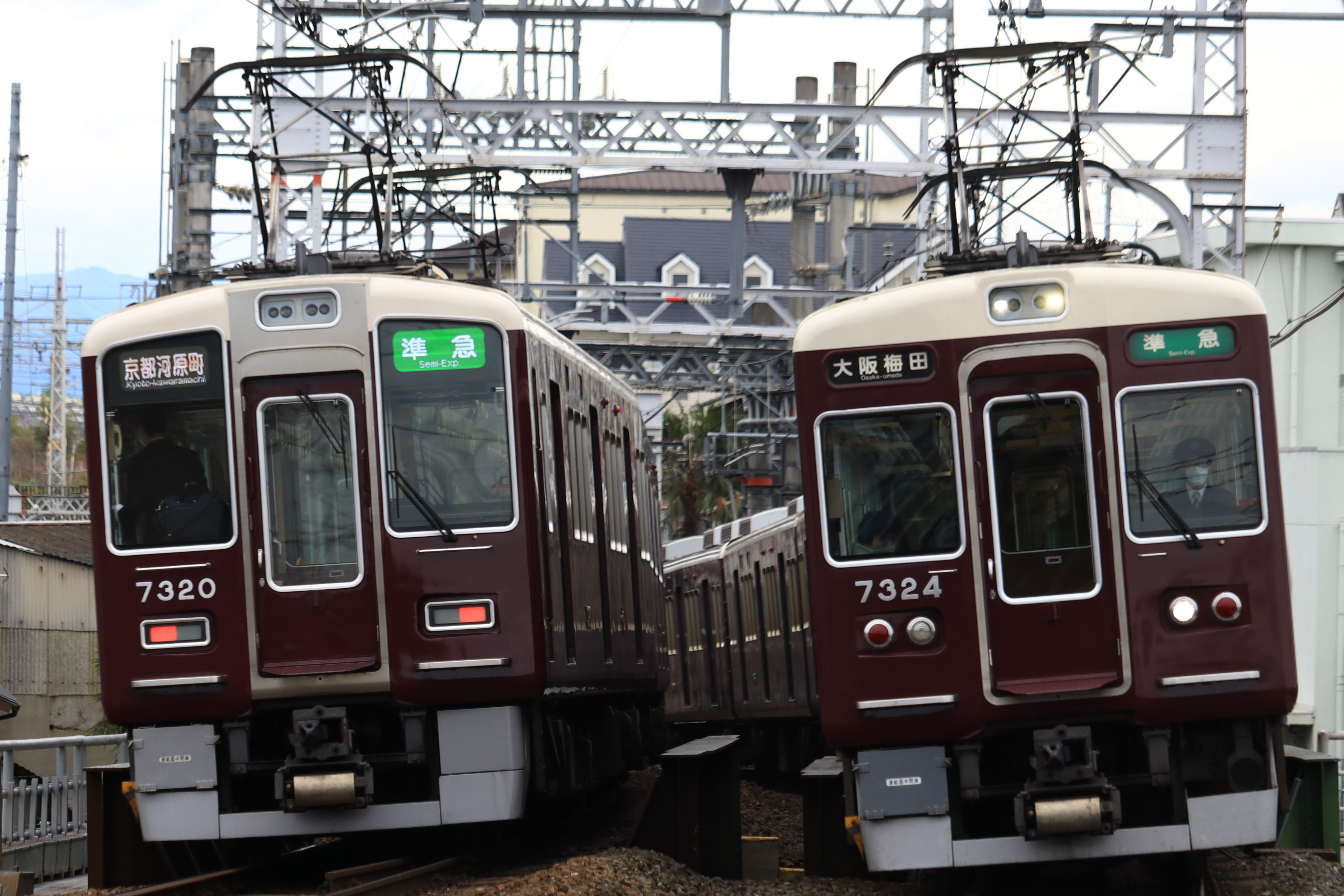
7300系による大阪梅田駅行き準急と京都河原町駅行き準急（2021年2月26日）

##### 堺筋準急
Osaka Metro堺筋線（天下茶屋駅 - 天神橋筋六丁目駅間）・阪急千里線（天神橋筋六丁目駅 - 淡路駅間）と京都本線の直通列車として運転される。2007年3月17日改正で従来の堺筋急行・堺筋快速急行に代わって設定された。
全列車が天下茶屋駅 - 京都河原町駅間での運転である。停車駅は、Osaka Metro堺筋線内（天下茶屋駅 - 天神橋筋六丁目駅）の各駅と、淡路駅・上新庄駅・南茨木駅・茨木市駅、高槻市駅 - 京都河原町駅の各駅である。
平日朝は下りで、平日夕方は上りでそれぞれ7本ずつ運転される。京都河原町駅行きは西山天王山駅まで、天下茶屋行きは上牧駅まで先着する。平日の朝（天下茶屋方面）は、長岡天神駅で通勤特急または準特急に、高槻市駅で準特急に、淡路駅で北千里駅発の大阪梅田駅行き普通に接続する（ただし最初の1本に限り淡路駅まで先着する）。夕方の京都河原町駅行きは淡路駅で大阪梅田駅発の北千里駅行き普通に、高槻市駅と長岡天神駅で準特急に接続する。
土休日は2011年5月14日から日中に設定されており、20分間隔で運転されている。特急・普通との接続駅は土休日における線内列車と基本的に同一であるが、京都河原町駅行きに限り、一部は淡路駅で快速特急と接続する。
なお、「堺筋準急」は運行管理上の種別名であり、正式種別名は単に「準急」である。阪急の9300系以外の8両編成が使用され、Osaka Metroの車両は使用されない。

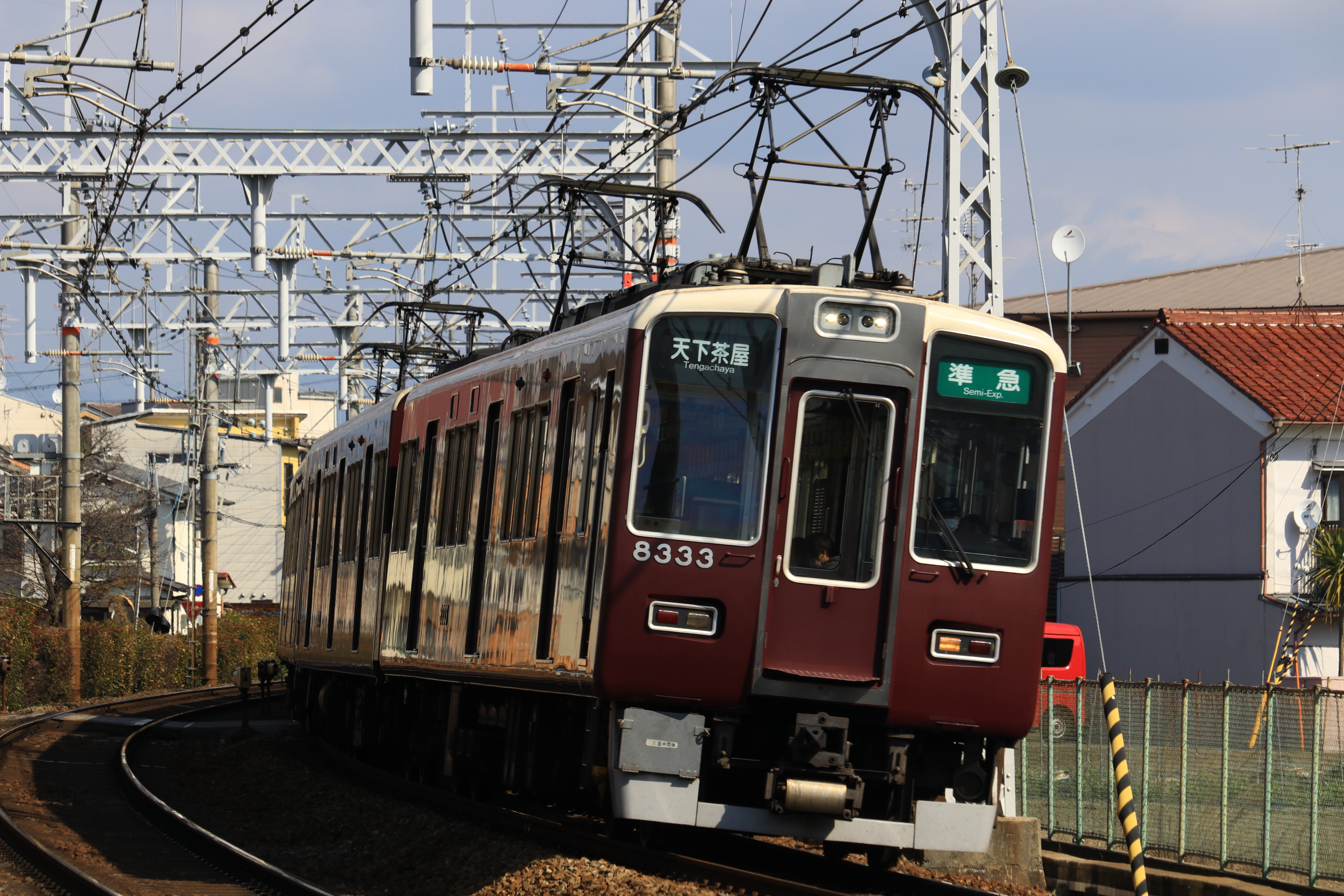
8300系による天下茶屋駅行き準急（2021年2月13日）

#### 普通
各駅に停車する種別で、終日運転される。ただし前述のとおり中津駅は京都本線側にホームがないため全列車が通過する。
先述のとおり千里線との直通運転が盛んに行われており、運転系統は概ね以下の3種類がある。そのため、各系統ごとに運行形態を記述する。
- 線内列車
- 千里線直通列車
  - 北千里駅発着（大阪梅田駅 - 淡路駅 - 北千里駅間）
  - 天下茶屋駅発着（Osaka Metro堺筋線天下茶屋駅 - 淡路駅 - 〈高槻市・京都河原町方面〉）

線内列車
大阪梅田駅 - 高槻市駅間の運転が基本である。朝夕ラッシュ時や早朝・深夜には大阪梅田駅 - 茨木市駅間の列車、全線通しの大阪梅田駅 - 京都河原町駅間の列車が設定されている。
車庫の入出庫の関係から、上下両方向とも正雀駅・桂駅発着の列車が設定されている。そのほか、相川駅始発の列車や洛西口駅発大阪梅田駅行き、夕方には正雀駅発高槻市駅行きが、早朝には高槻市駅・長岡天神駅発京都河原町駅行きが、平日深夜に京都河原町駅発長岡天神駅行きと茨木市駅行き（土休日は高槻市駅行き）が1本ずつ設定されている。
日中時間帯は20分間隔で運転され、淡路駅で全列車が千里線の天下茶屋駅 - 北千里駅間の列車と対面接続を行う。大阪梅田駅からは摂津市駅または南茨木駅まで、高槻市駅からは相川駅または崇禅寺駅まで先着し、平日の上りは相川駅と茨木市駅で準急・特急の待避または接続をする。また、平日の下りと土休日の上りは茨木市駅で準急・特急と接続し、相川駅で特急を待避する。土休日の下りは始発の高槻市駅で準急・特急から接続し、正雀駅で特急・準急を待避する。
9300系以外の8両編成または7両編成が使用される。高槻市駅 - 長岡天神駅間を走行する列車に関しては2001年までは全列車が7両編成以下であった（これは大山崎駅・水無瀬駅・上牧駅が7両編成対応ホームであったため）。
北千里駅発着
全列車が大阪梅田駅 - 北千里駅間で運転される。朝夕ラッシュ時含め概ね20分間隔で運転され、早朝・深夜は運転のない時間帯がある。
9300系以外の8両編成または7両編成が使用される。
天下茶屋駅発着（堺筋線直通列車）
天下茶屋駅 - 高槻市駅間の運転が基本である。朝夕ラッシュ時や早朝・深夜には相川駅（始発のみ）・正雀駅（終着のみ）・茨木市駅・京都河原町駅を発着とする列車も設定されている。
日中時間帯は20分間隔で運転され、優等列車との待避・接続については線内列車と基本的に同一であるが、土休日下りのみ淡路駅で特急の接続を受けてから発車する。
9300系以外の8両編成が使用される。Osaka Metroの車両は京都本線においてこの系統のみで使用される。
日中を中心に線内列車と千里線直通列車を合わせて10分間隔で交互に運転されている。北千里駅発着列車と天下茶屋駅発着列車は淡路駅で対面接続を行うことが多く、千里線直通列車を利用する場合でも淡路駅を跨いで京都本線を移動することが可能である。
1959年（昭和34年）2月18日の梅田駅（現・大阪梅田駅） - 十三駅間3複線化まで、京都本線の普通は、大阪側では原則として十三駅または天神橋駅発着で、早朝・深夜の一部列車のみ梅田駅発着であったが、3複線化により、千里山線（現・千里線）直通の普通列車（淡路駅で天神橋駅発着列車に連絡）の多くが梅田駅発着となり、十三駅発着列車と交互に運転された。1969年12月6日改正で堺筋線との相互直通運転が開始され、天神橋駅発着列車は高槻市駅発着の堺筋線直通列車に変更された。梅田駅移転工事の完成した1973年11月23日改正では、ほぼ全列車が梅田駅発着に延長され、十三駅発着は学生の下校時間（平日午後や土曜正午前後）に運転された茨木市駅・淡路駅などを発着とする不定期の普通や、わずかに残った京都本線の定期普通など少数となった。1976年（昭和51年）9月23日改正で十三駅発着列車が廃止され、京都線の全列車が梅田駅発着となり、直後に十三駅7号線も廃止された。

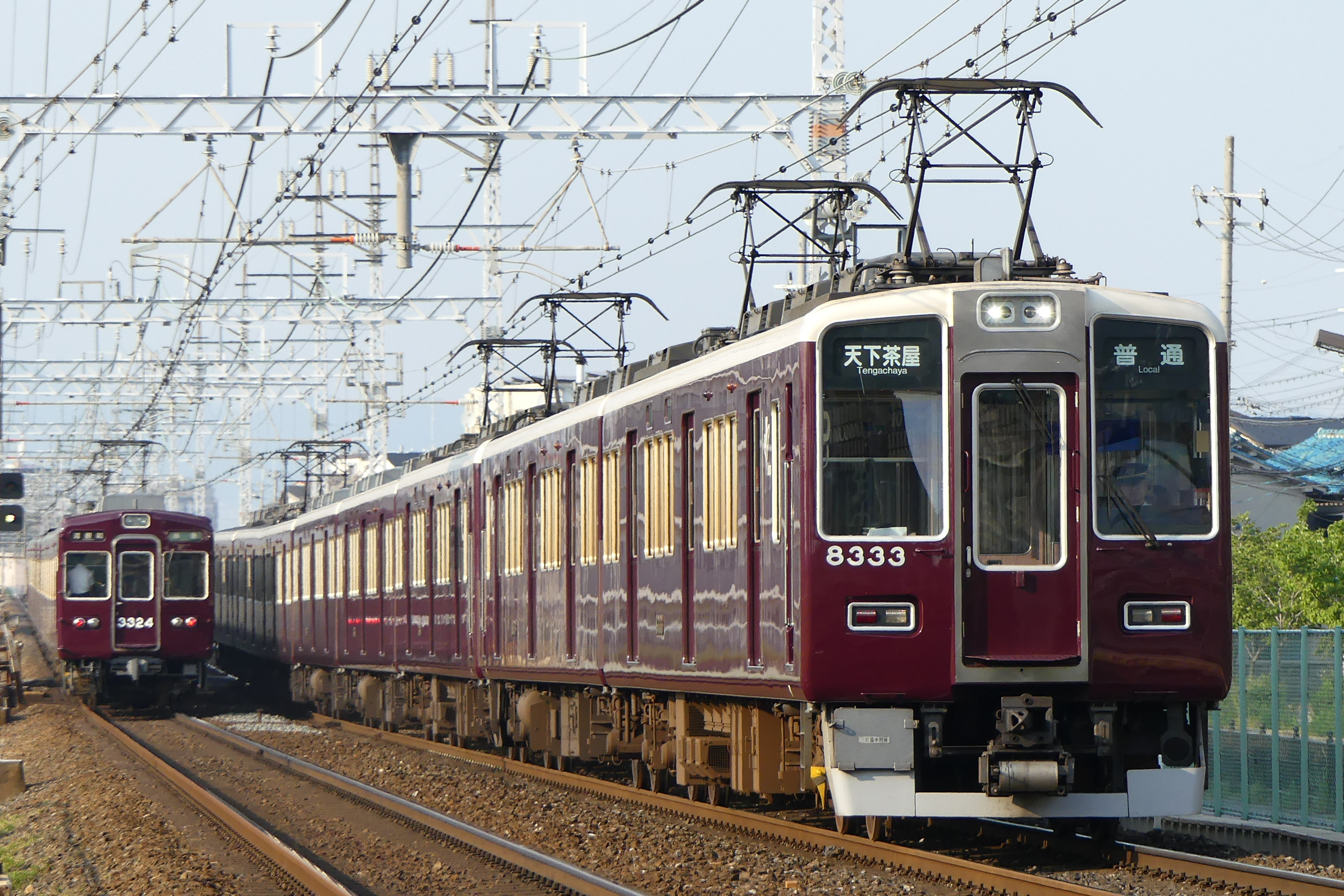
8300系による天下茶屋駅行き普通（2018年7月16日）

### 座席指定サービス「PRiVACE」
2024年（令和6年）7月21日から、京都本線の特急・通勤特急・準特急に、阪急電鉄として初の座席指定サービス「PRiVACE」（プライベース）を導入した。9300系の一部と、同年登場の2300系の大阪梅田方から4両目に設定される。乗車には座席指定料金500円が必要で、予約は専用のWEBサイトから行い、決済はクレジットカードまたはPayPayで行う。空席がある場合に限り車内での座席指定券購入も可能で、こちらは現金または電子マネーでの決済となる。2024年のサービス開始当初は1時間あたり2 - 3本、2025年（令和7年）3月25日からは同3 - 4本が運行されている。車内や駅の放送では「PRiVACE」の名称は使用せず単に「座席指定車両」と案内される。

### 過去の列車種別
過去には以下の列車種別が存在した。本節において梅田駅、河原町駅はそれぞれ現在の大阪梅田駅、京都河原町駅。

#### 快速特急A
停車駅
大阪梅田駅 - 淡路駅 - 桂駅 - 烏丸駅 - 京都河原町駅
2019年（平成31年）1月19日のダイヤ改正で、それまで前述の「快速特急」に使用されていた6300系「京とれいん」用の種別として新設された。十三駅に設置のホームドアと6300系の扉位置が合わないため、十三駅は通過扱い（実際は運転停車、一般車代走時も含む）としていた。6300系の性能上、最高速度は110km/hであった。
「快速特急A」は日本で唯一の種別であり、阪急初のアルファベット入り種別であった。また、十三駅を通過扱いとする列車は1961年（昭和36年）1月16日のダイヤ改正で特急が停車するようになって以来、58年ぶりの設定であった。
2022年（令和4年）12月17日のダイヤ改正で廃止されることになり、同月11日をもって運行を終了した。

#### 旧・快速特急
停車駅
梅田駅 - 十三駅 - 高槻市駅 - 桂駅 - 大宮駅 - 烏丸駅 - 河原町駅
2001年（平成13年）3月24日から2007年（平成19年）3月16日までの、土曜・休日の朝（平日にも一部運転）および全日の夕方・夜間の時間帯に運行された。後述の1997年 - 2001年の快速急行を改称したもので、停車駅は同じである。2007年（平成19年）3月17日のダイヤ改正で休止され、代わりに長岡天神駅と西院駅を停車駅に加えた通勤特急が設定された。6300系で運転され、2002年（平成14年）から平日は大阪寄り5両目が女性専用車両となっていた。
なお、「快速特急」の種別名称は、2010年度（平成22年度）より行楽時の嵐山線直通臨時列車の種別として復活した。その後、2011年（平成23年）より土休日運転の観光特急用の種別となっている（前述）。

#### 旧・通勤特急
停車駅
梅田駅 - 十三駅 - 高槻市駅 - 大宮駅 - 烏丸駅 - 河原町駅
当時の特急停車駅に加え高槻市駅にも停車する種別で、朝夕ラッシュ時に運転された。1997年（平成9年）のダイヤ改正ですべての特急が高槻市駅に停車するようになり、通勤特急の設定を休止した。休止直前の運行形態は、約15分間隔（梅田駅発20時以降は30分間隔）での設定で、夕方の河原町駅発は設定されていなかった。
2001年（平成13年）3月24日のダイヤ改正で、朝夕ラッシュについては以前のダイヤを踏襲して作成されていたことから、従来と同じ停車駅（十三駅・高槻市駅・大宮駅・烏丸駅）で再び設定され、朝のみに15分間隔で運転された。該当する時間帯には、特急は運転されなかった。以前より運行時間が縮小されているが、朝ラッシュの前後と夕方以降は快速特急（前記に加えて桂駅に停車）が運転されていた。車両は6300系が使用された。

#### 快速急行

##### 1997年3月2日 - 2001年3月23日
停車駅
梅田駅 - 十三駅 - 高槻市駅 - 桂駅 - 大宮駅 - 烏丸駅 - 河原町駅
1997年（平成9年）3月2日のダイヤ改正で設定された。平日ダイヤの河原町駅行きのみの運転で、朝の1本と、夜間（梅田駅発21時30分以降）に設定された。なお、同時間帯は特急の運転がなかった。停車駅は、当時の特急の停車駅に桂駅を加えたものであった。6300系で運転された。2001年（平成13年）3月24日のダイヤ改正で前述の旧・快速特急に改称された。

##### 2001年3月24日 - 2022年12月16日
停車駅
大阪梅田駅 - 十三駅 - 淡路駅 - 茨木市駅 - 高槻市駅 - 長岡天神駅 - 桂駅 - 西院駅 - 大宮駅 - 烏丸駅 - 京都河原町駅
2001年（平成13年）3月24日のダイヤ改正で従来の急行の停車駅を受け継いで設定され、朝夕ラッシュと夜間の時間帯に運行された。2022年（令和4年）12月17日のダイヤ改正で準特急に名称変更された。深夜に運転されていた京都河原町発高槻市行きはこの改正まで存在したが廃止された。

#### 旧・急行

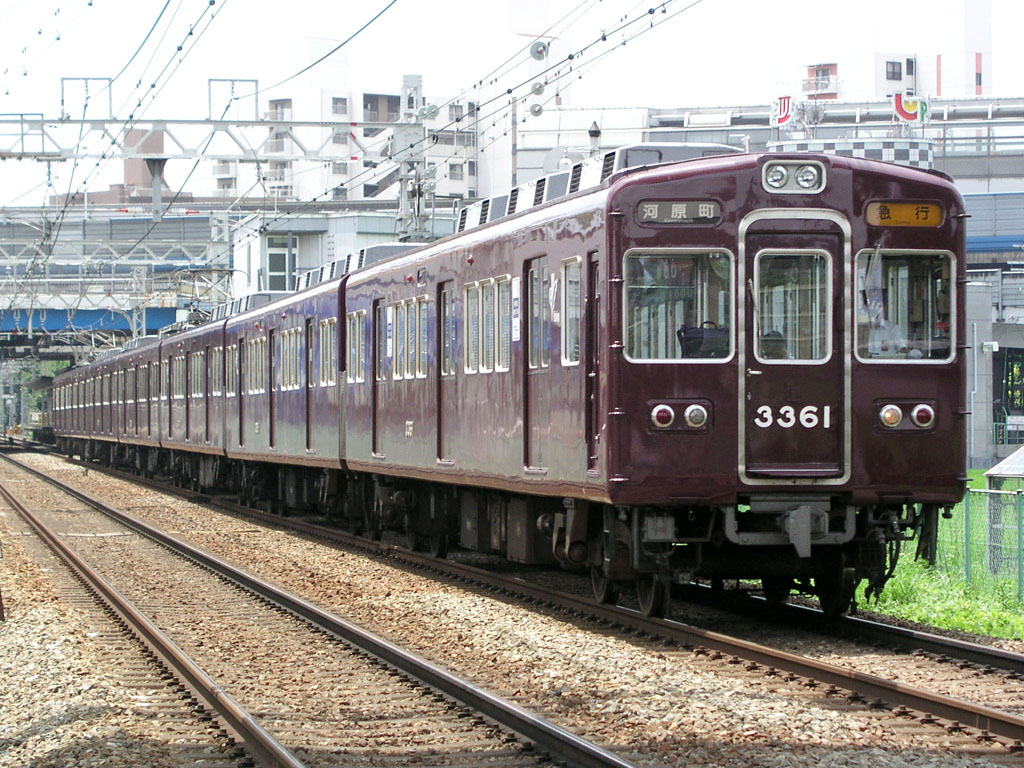
2007年3月まで存在していた急行（南茨木駅付近 2006年7月22日）

2007年（平成19年）3月16日までの日中と夕方の時間帯と平日深夜（上り1本のみ高槻市駅止まり。ただし梅田駅発高槻市駅行き最終はその次の普通）に運行された。日中時間帯は普通の運転のない高槻市駅 - 河原町駅間の各駅停車の代替となり、下りは桂駅と茨木市駅で、上りは高槻市駅と桂駅で特急と連絡していた。列車によっては7両編成で運転されることがあった。終戦直後から存在する種別であったが、2001年（平成13年）のダイヤ改正を境に大きく見直しが行われた。

##### 2001年3月23日まで
停車駅
梅田駅 - 十三駅 - 淡路駅 - 茨木市駅 - 高槻市駅 - 長岡天神駅（1979年改正まではラッシュ時のみ停車） - 桂駅 - 西院駅 - 大宮駅 - 烏丸駅 - 河原町駅
2001年（平成13年）3月のダイヤ改正までの急行は、現在の準特急、2001年（平成13年） - 2022年（令和4年）の快速急行と同じ停車駅であるが、終日に渡って運転されていたこと、当時は特急と停車駅数の差が大きかったため、途中で特急待避が行われていた点が異なる。最終時点では、平日日中は10分間隔、それ以外は朝夕を含めおおむね15分間隔で運転されていた。また、平日日中の河原町駅行き、休日の梅田駅行きはそれぞれ桂駅で後発の特急を待避した。所要時間は、待避のない最速列車で48分、一方朝の梅田駅行きは最大で57分を要していた。
車両は8両編成のほか、平日朝には10両編成で運転された。2扉車の6300系が運用される列車は駅の時刻表に2扉車を示すマークとして◆が付けられていた。
1979年（昭和54年）3月5日のダイヤ改正まで長岡天神駅には平日朝夕のみ停車していたが、停車駅の相違による種別の区分は行われず、ともに「急行」を名乗った。ただし、同駅通過の急行は「大阪 急 京都」と書かれた種別板の背景色が白色であったのに対し、長岡天神駅に停車する急行は種別板内の「大阪」「京都」と書かれた行先部分の背景色が黄色になっていることで区別されていた。
プロ野球の試合が西京極球場で行われる日は西京極駅に、サッカーJリーグの試合が行われる日には南茨木駅（京都本線では市立吹田サッカースタジアムに近い駅）や西京極駅（西京極球技場最寄り）に、向日町競輪が行われる日には東向日駅に、それぞれ臨時停車することもあった。
2001年3月の改正で停車駅が大幅に見直され、この旧・急行は快速急行に名称変更された。

##### 2001年3月24日 - 2007年3月16日
停車駅
梅田駅 - 十三駅 - 淡路駅 - 南茨木駅 - 茨木市駅 - 高槻市駅 - （この間各駅に停車） - 河原町駅
2001年（平成13年）3月改正からの急行は、1997年 - 2001年の快速の停車駅を受け継ぐ形で設定された。平日・休日を問わず日中のみ（例外的に平日の梅田駅0時00分発高槻市駅行きも）設定され、10分間隔で運転された。梅田行きは桂駅・茨木市駅で、河原町行きは高槻市駅・桂駅で後発の特急を待避した。
8両編成または7両編成が使用された。なお、この急行の設定にあわせ、大山崎駅・水無瀬駅・上牧駅では、ホームを8両編成対応に延長している。
2007年（平成19年）の改正で休止され、上新庄駅・南方駅にも追加停車する形で準急に置き換えられた。また前述のとおり、2022年（令和4年）12月のダイヤ改正において急行が再び設定された。

#### 堺筋快速急行
停車駅
天下茶屋駅 - （この間各駅に停車） - 天神橋筋六丁目駅 - 淡路駅 - 茨木市駅 - 高槻市駅 - 長岡天神駅 - 桂駅 - 西院駅 - 大宮駅 - 烏丸駅 - 河原町駅
2001年（平成13年）3月24日から2007年（平成19年）3月16日の平日夕方ラッシュ時に、地下鉄堺筋線・阪急千里線と京都本線の直通列車として天下茶屋発河原町行3本のみが運転されていた。茨木市駅で後発の快速特急を待避した。なお、淡路駅から京都方面へは最速達列車であった。
2007年（平成19年）3月17日のダイヤ改正で堺筋準急茨木市行きに変更、淡路駅で快速急行河原町駅行きに連絡するダイヤとなった。

#### 堺筋急行
2001年（平成13年）3月23日までの停車駅
天下茶屋駅 - （この間各駅に停車） - 天神橋筋六丁目駅 - 淡路駅 - 茨木市駅 - 高槻市駅 - 長岡天神駅 - 桂駅 - 西院駅 - 大宮駅 - 烏丸駅 - 河原町駅
2001年（平成13年）3月24日 - 2007年（平成19年）3月16日の停車駅
天下茶屋駅 - （この間各駅に停車） - 天神橋筋六丁目駅 - 淡路駅 - 南茨木駅 - 茨木市駅 - 高槻市駅 - （この間各駅に停車） - 河原町駅
1979年（昭和54年）3月5日から2007年（平成19年）3月16日の平日朝夕ラッシュ時に地下鉄堺筋線・阪急千里線と京都本線の直通列車として河原町駅 - 天下茶屋駅（1993年までは動物園前駅）間で運転されていた。
2001年（平成13年）のダイヤ改正までは、朝の天下茶屋行き、夕方の河原町行き各3本ずつが運転された。天下茶屋行きは長岡天神駅で、河原町行きは茨木市駅で後発の特急（または通勤特急）を待避した。
2001年（平成13年）のダイヤ改正以降は急行の停車駅パターンが変更され、河原町駅 - 高槻市駅間の各駅に停車するようになった。この改正では朝の高槻市始発も設定されたが、夕方の列車は快速急行（堺筋快速急行）へ種別変更され、急行としての設定はなくなった。朝の列車が残ったが、2007年（平成19年）3月17日のダイヤ改正で準急（堺筋準急）に変更された。
「堺筋快速急行」および「堺筋急行」は便宜上の呼び方であり、種別表示幕には「快速急行」「急行」と表示された。阪急の車両が使用され、大阪市交通局（現在のOsaka Metro）の車両は使用されなかった。

#### 快速

##### 1997年3月2日 - 2001年3月23日
停車駅
梅田駅 - 十三駅 - 淡路駅 - 茨木市駅 - 高槻市駅 - （この間各駅に停車） - 河原町駅
高槻市駅以東の各駅から梅田方面への速達化を図るため、1997年（平成9年）3月のダイヤ改正で新設された。平日ダイヤの日中のみ20分間隔の運行であった。梅田行きは桂駅で特急、長岡天神駅で急行を待避し、河原町行きは長岡天神駅で急行・特急を連続待避した。
当時設定されていた準急（後述）と比較し、南方駅と崇禅寺駅を通過していた。この快速の運行時間帯は、高槻市駅 - 梅田駅間で先着の優等列車が1時間に12本運転（特急3本・急行6本・快速3本、他に普通が6本）されていた。
2001年（平成13年）3月24日のダイヤ改正で休止され、急行に改称された。
快速は、2007年度（平成19年度）より行楽期の臨時列車用種別として（後述）、また、2010年（平成22年）3月のダイヤ改正より定期列車として再び設定された（下段参照）が、2022年12月改正で急行に置き換えられる形で再び休止となっている（前述）。

##### 2010年3月14日 - 2022年12月16日
停車駅
大阪梅田駅 - 十三駅 - 南方駅 - 淡路駅 - 上新庄駅 - 南茨木駅 - 茨木市駅 - 高槻市駅 - 長岡天神駅 - 桂駅 - 西院駅 - 大宮駅 - 烏丸駅 - 京都河原町駅
2010年（平成22年）3月14日のダイヤ改正で、定期列車として再設定された。平日のみの運行で、2022年（令和4年）時点では早朝に下り3本（うち2本は長岡天神発大阪梅田行き）、夕ラッシュ時に上り7本が設定されていた。大阪梅田駅 - 高槻市駅間では準急と、高槻市駅 - 京都河原町駅間では快速急行とそれぞれ同じ停車駅で、全区間で先着する。夕ラッシュ時の京都方面への先着列車を増やし、通勤特急・快速急行の混雑緩和を図るために設定された。
種別色は青色であった。2013年（平成25年）12月20日までは準急と同じ緑色で、快速停車駅では誤乗防止の貼り紙がされていた。
沿線祭事時や終夜運転時には臨時快速が運転されることがあった。2012年（平成24年）から2014年（平成26年）にかけて、8月の「京の七夕」開催期間中の土曜日には、6300系「京とれいん」により、夕方に梅田駅発河原町駅行き、夜に河原町駅発梅田駅行きの臨時快速1往復が運行された。6300系の種別幕には「快速」がないため「臨時」を表示し、快速のヘッドマークを掲出した。
英語表記は、「Rapid Service」であった。なお、2019年（令和元年）10月1日の駅名変更までは、9300系・7300系LED方向幕車の車内LCDでは「Rapid」と短縮して表示されていた。
2022年（令和4年）12月17日のダイヤ改正で西京極駅が停車駅に追加され、急行に名称変更された。

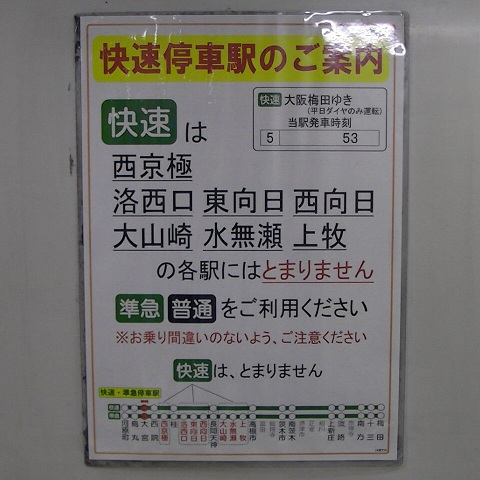
誤乗防止に注意を促す貼り紙。 2011年10月30日の撮影時、西山天王山駅は未開業であった。
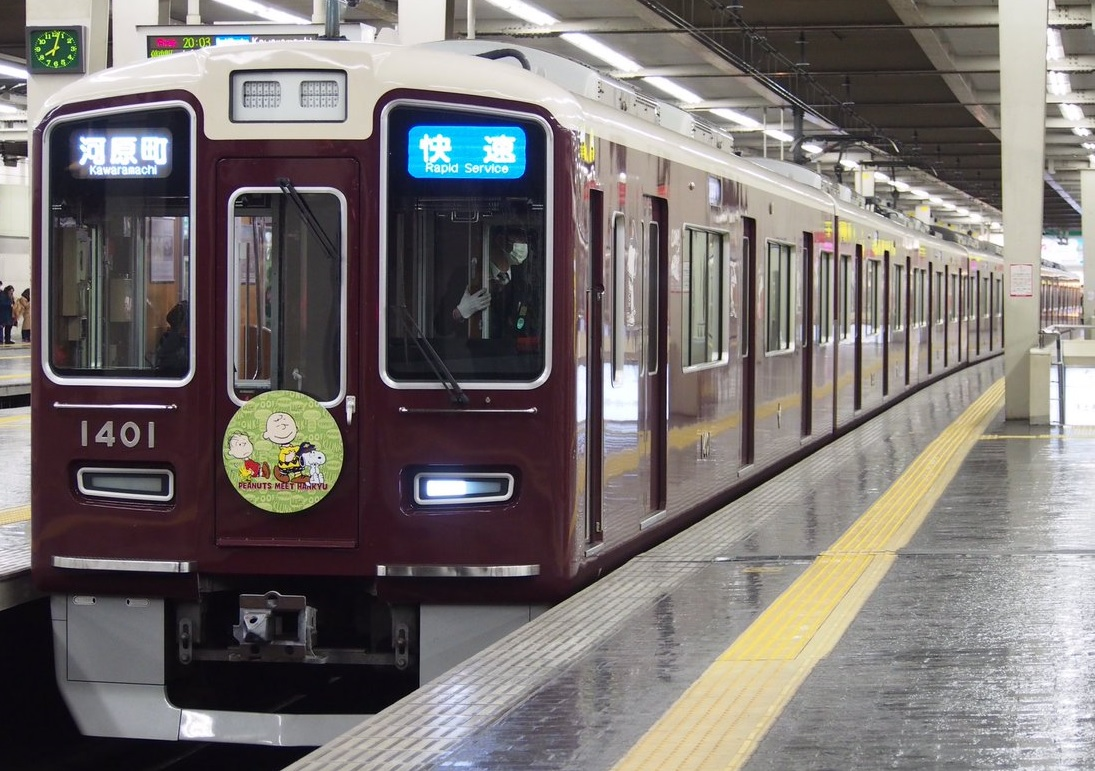
1300系による河原町（現・京都河原町）行き快速（2017年2月26日）

#### 旧・準急
停車駅
高槻市駅 - 茨木市駅 - 淡路駅 - 崇禅寺駅 - 南方駅 - 十三駅 - 梅田駅
1982年（昭和57年）11月27日のダイヤ改正で設定され、朝の梅田行きのみ運転されていた。平日は茨木市駅始発で、1997年（平成9年）以降は土曜朝にも高槻市駅始発で運転された。なお、淡路駅にてスタフ（乗務行路表）の交換が行われていた。
2001年（平成13年）3月24日のダイヤ改正で運行を休止した。準急は前述のとおり2007年（平成19年）3月のダイヤ改正で再設定されたが、この旧・準急と比較して、上新庄駅・南茨木駅に停車し、崇禅寺駅を通過する。

### 臨時列車
本節の2019年（令和元年）9月までのトピックにおける梅田駅、河原町駅はそれぞれ現在の大阪梅田駅、京都河原町駅である。

#### 嵐山線直通臨時列車
例年、春・秋の行楽期には観光地の嵐山への行楽輸送のため京都線を経由して嵐山線に直通する臨時列車が設定されている。過去に運行されていた列車も含め、「阪急嵐山線」の項を参照。

#### 臨時快速「いい古都エクスプレス」
2007年（平成19年）3月17日のダイヤ改正での定期運転種別再編に伴い、後述の「臨時特急」に代わって同年11月より設定された臨時列車。春・秋の行楽時の限定の臨時列車ではあるが、「快速」の名称が復活するのは約6年半ぶりである。愛称は以前の臨時特急の「いい古都エクスプレス」が継承された。
上り・下りともに午前（9時台 - 11時台）・午後（15時台 - 上り16時台／下り17時台）合わせて片道10数本を運転。梅田駅 - 高槻市駅間は通常の準急のダイヤで走り、高槻市駅 - 河原町駅間を臨時設定ダイヤ（停車駅は定期の通勤特急および快速急行と同様）で走る。快速が設定された分だけ高槻市駅 - 河原町駅間の準急（各駅停車）が減るため、梅田駅 - 高槻市駅間の普通が高槻市駅以東にも延長運転される。
上り列車は通常の準急の場合高槻市で特急を待避するが、この快速は長岡天神駅での特急待避となる。下りは準急と同様に茨木市で特急を待避する。旧「いい古都エクスプレス」と異なり、高槻市でのスタフ（乗務行路表）の交換は実施されなかった。
これまでは旧「いい古都エクスプレス」のように春季に運転された実績はない。2007年度（平成19年度）・2008年度（平成20年度）はともに11月後半の3連休のみの運転であったが、2009年度（平成21年度）は11月後半の3連休とその翌週末2日間合わせて5日間と運転日が拡大された。
2010年（平成22年）3月14日のダイヤ改正で、ラッシュ時の定期種別として快速の運転が再開され、停車駅はこの臨時快速のものが踏襲された。その一方で、臨時快速の運転は前年度を以って事実上終了した。
停車駅
梅田駅 - 十三駅 - 南方駅 - 淡路駅 - 上新庄駅 - 南茨木駅 - 茨木市駅 - 高槻市駅 - 長岡天神駅 - 桂駅 - 西院駅 - 大宮駅 - 烏丸駅 - 河原町駅

#### 臨時特急「いい古都エクスプレス」
前述の臨時快速の前身として、かつて京都本線にて行楽シーズンに運転されていた臨時列車である。
梅田駅 - 高槻市駅間は急行のダイヤで走り、高槻市駅 - 河原町駅間を臨時設定ダイヤで走る。通常の特急と同様に特急料金なしで利用することができる。2001年（平成13年）3月13日に臨時急行「嵯峨野エクスプレス」に代わる行楽期の臨時特急列車として新設されることが発表され、3月24日に春の「臨時特急」として運行を開始。同時に愛称の公募を行い、8月23日に愛称が「いい古都エクスプレス」に決定、11月11日から「いい古都エクスプレス」として運行を開始、臨時特急としては2007年3月17日のダイヤ改正まで運転されていた。通常の急行をそのまま格上げして運行していたため、7両編成での運用も多かった。
なお、臨時特急が設定された分だけ高槻市駅 - 河原町駅間の急行（各駅停車）が減るため、梅田駅 - 高槻市駅間の普通が高槻市駅 - 河原町駅（一部は桂駅）間で延長運転されていた。
通常、上り急行は高槻市駅で特急を待避するが、この列車は待避せずにそのまま逃げ切り河原町駅まで先着するダイヤであった。逆に下りは茨木市駅で特急に抜かれるため、（臨時）特急が（定期）特急を待避する珍しいケースが見られた。
新設当時は3月下旬 - 5月上旬と9月下旬 - 11月下旬の土曜・休日といったように比較的多くの日で運転されていたが、運転日が年々減少し、運転最終年となった2006年（平成18年）は4・5月上旬と11月下旬のみで、合わせて年10日以下となっていた。
阪急では、かつて設定されていた宝塚線の臨時特急を除き、臨時列車については駅の発車案内板では「臨時」の表示は原則として行わない（列車の方向幕には「臨時○○」と表示する）が、この「いい古都エクスプレス」では乗客が混乱しないようにあえて駅の発車標でも「臨時特急」と表示していた。
上り・下りとも高槻市にてスタフ（乗務行路表）の交換が行われていた。
停車駅
梅田駅 - 十三駅 - 淡路駅 - 南茨木駅 - 茨木市駅 - 高槻市駅 - 大宮駅 - 烏丸駅 - 河原町駅

#### 大晦日終夜運転
1987年（昭和62年）の大晦日以降、大晦日の終夜運転が阪急全線で実施されているが、他線が普通列車のみの運転である中、当線は快速（2000年〈平成12年〉大晦日までは急行、2010年〈平成22年〉大晦日までは快速急行）と普通の2本立てで運転されている。運転本数も京都河原町発1 - 2時台において、20 - 30分間隔となっており増発されている。2011年（平成23年）以降は全列車終点まで先着となっている。なお終夜運転実施前は、大晦日の終電繰り下げと元日の始発繰り上げが行われていた。
このほか、1月1日始発から3日の間は土曜・休日ダイヤで運転されている。過去に15分間隔で運転していた時期はこの期間に特急・急行を増発した特別ダイヤを実施していた。
2020年（令和2年）の大晦日は終夜運転を行わず、当初は終電を2時まで延長するとしていたが（嵐山線・千里線も同様）、新型コロナウイルスの感染拡大の影響から最終的に延長運転自体も取り止めた。それ以降終夜運転は行われていない。

#### 大阪万博輸送列車
1970年（昭和45年）に千里丘陵で開催された日本万国博覧会の期間中は、観客輸送として千里線に直通し、会場最寄り駅であった万国博西口駅へ向けて数多くの臨時列車が運行されていた。

#### 歌劇特急
1950年（昭和25年）から1968年（昭和43年）まで、京都駅（1963年からは河原町駅） - 宝塚駅間を神戸線・今津線経由で直通する、通称「歌劇特急」が運転されていた。1950年3月21日に不定期直通特急列車として運転を開始。1954年（昭和29年）頃から「歌劇特急」「歌劇号」の通称で呼ばれるようになった。
運転開始当初は西宮北口駅構内に神戸方向から今津線に直通する連絡線が存在しており、列車は平面交差をいったん通過してから折り返して今津線に入線していた。しかし、同駅の大改造による宝塚線経由での運転や三複線工事による運休などを経て、神戸高速鉄道開通に伴う神戸線のダイヤ改正を目前に控えた1968年（昭和43年）2月25日に廃止された。

## 使用車両
元々は京阪電気鉄道が設立した子会社の新京阪鉄道によって開業した路線であること（「歴史節」を参照）や、京都本線・千里線が堺筋線と直通運転を行うことから、京都線系統の路線で用いられる車両は、阪急の前身である箕面有馬電気軌道（箕軌）および阪神急行電鉄によって開業した神戸線・宝塚線系統（神宝線）で用いられる車両との仕様の違いが見られてきた。現在でも車両規格や電装品の製造会社（神宝線は東芝〈2017年7月から2025年3月までは東芝インフラシステムズ〉、京都線は東洋電機製造）、車両番号（神宝線の車両と区別するために、京都線向けに製造される車両の形式名は基本的に「○300系」となり、番号の百の位には3,4,8,9の数字のみが使われる）などに差違が見られる。詳しくは「神宝線」の項目を参照。
ただし、「京とれいん 雅洛」は神宝線車両の7000系を改造したものであるため電装品は東芝製であり、9300系が接地開閉器、継電器箱、クーラーに東芝インフラシステムズ以外の製品を採用しているほかは、それらの装置や列車無線、デジタル式速度計、蓄電池などは神宝線とそろえて東芝インフラシステムズ製としている。
営業運転では8両編成が基本であるが、京都河原町駅2号線ホーム、桂車庫・正雀車庫における収容能力の限界（8両編成の留置線が不足）により、7両編成、6両編成もある。
編成の向きは、3複線区間となる大阪梅田駅 - 十三駅間を基準に「前パンタグラフの先頭車は大阪梅田寄り」となっているため、京都本線に限っては前パンタグラフの車両は「下り方面の先頭」となる。
Osaka Metro（および前身の大阪市営地下鉄）の車両は当路線の正雀駅そばにある車両基地東吹田検車場に配置されている。
京都本線で使用される車両は以下のとおり。各種別ごとの編成・使用車両については、「運行形態」の各種別の節を参照。
このほか、十三駅 - 正雀駅間では正雀工場への回送列車として、正雀駅 - 桂駅間では試運転列車として、神戸線・宝塚線所属車や能勢電鉄の車両も不定期に走行している。

### 現用車両

#### 自社車両

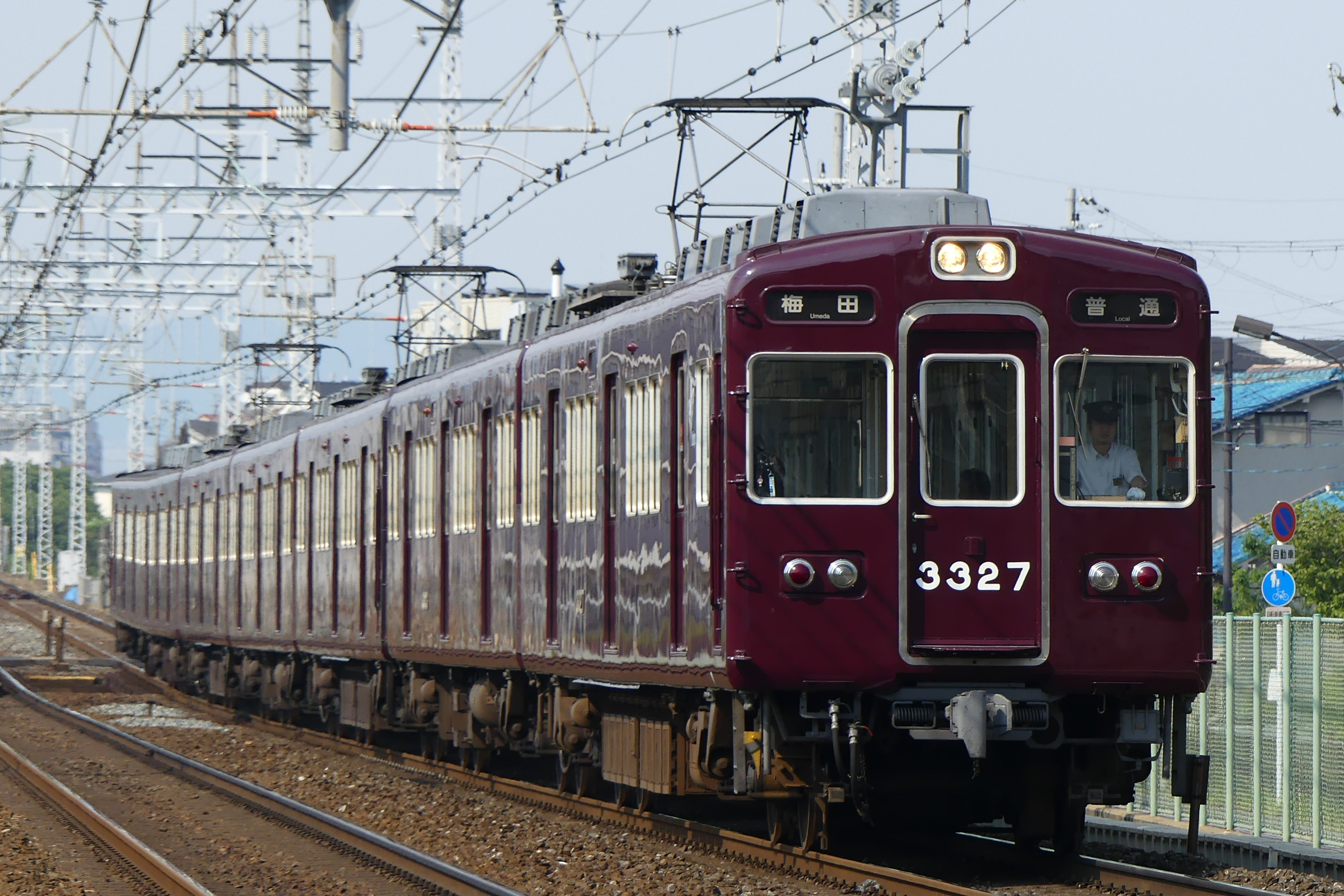
3300系
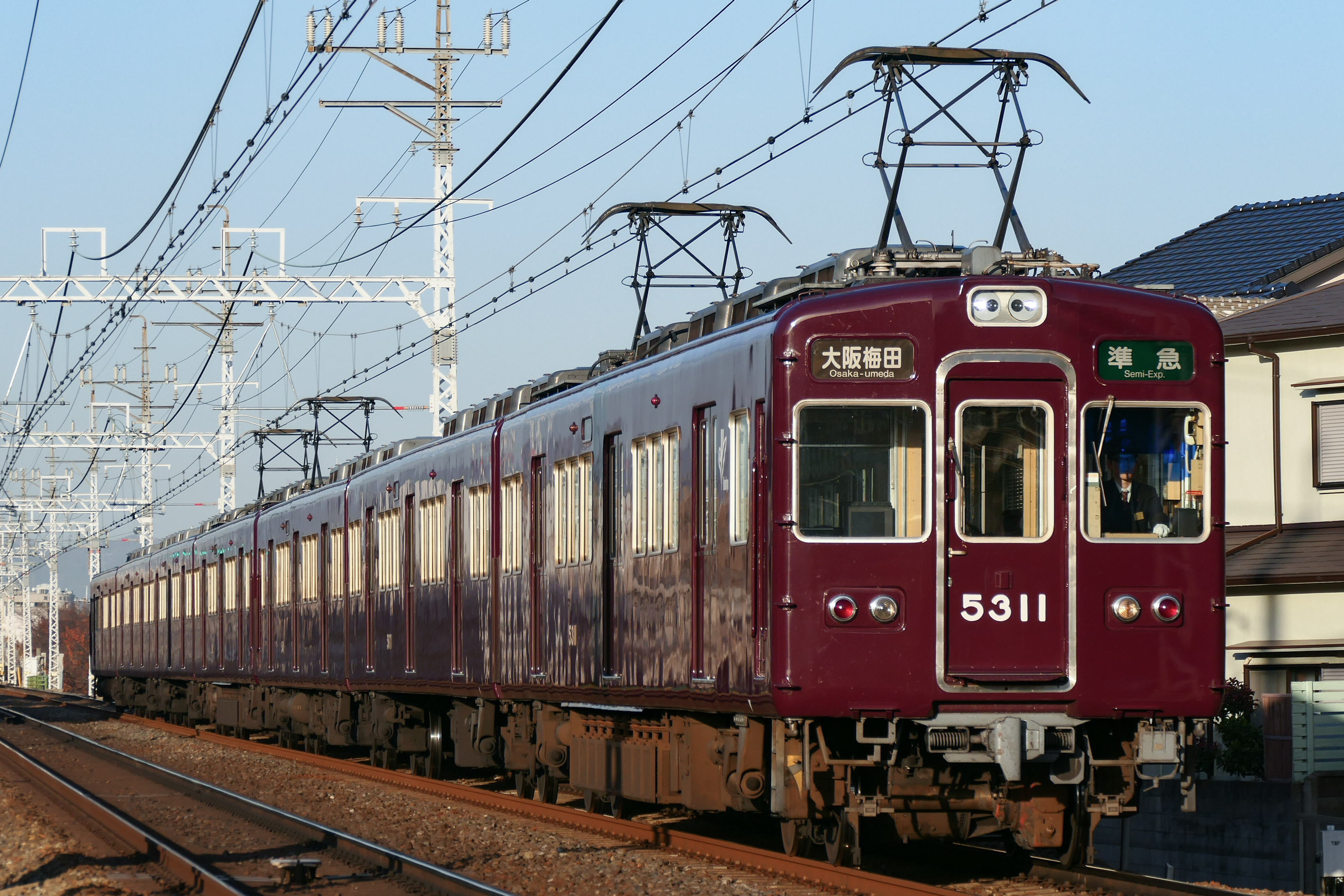
5300系
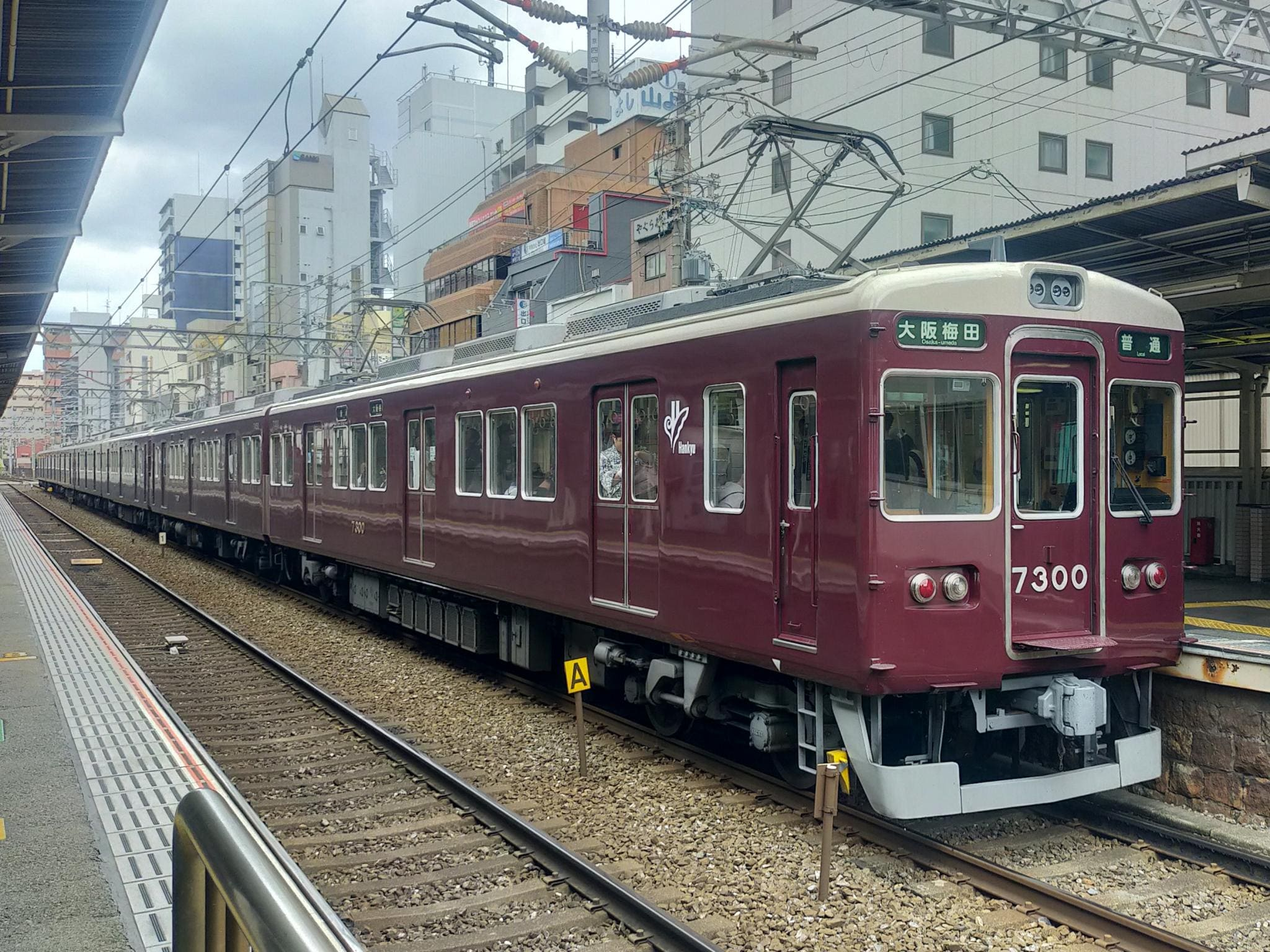
7000系（京とれいん 雅洛）
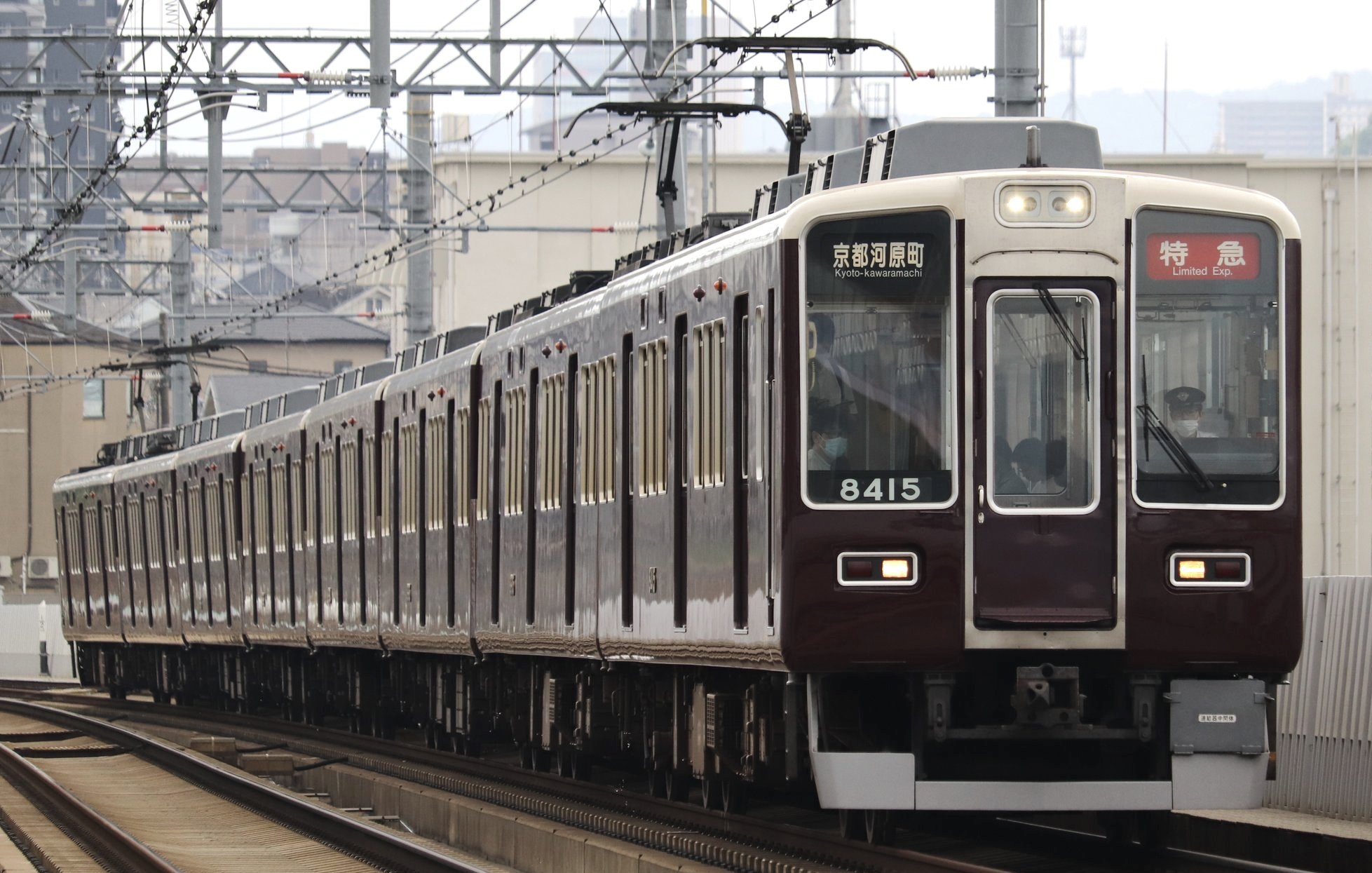
7300系
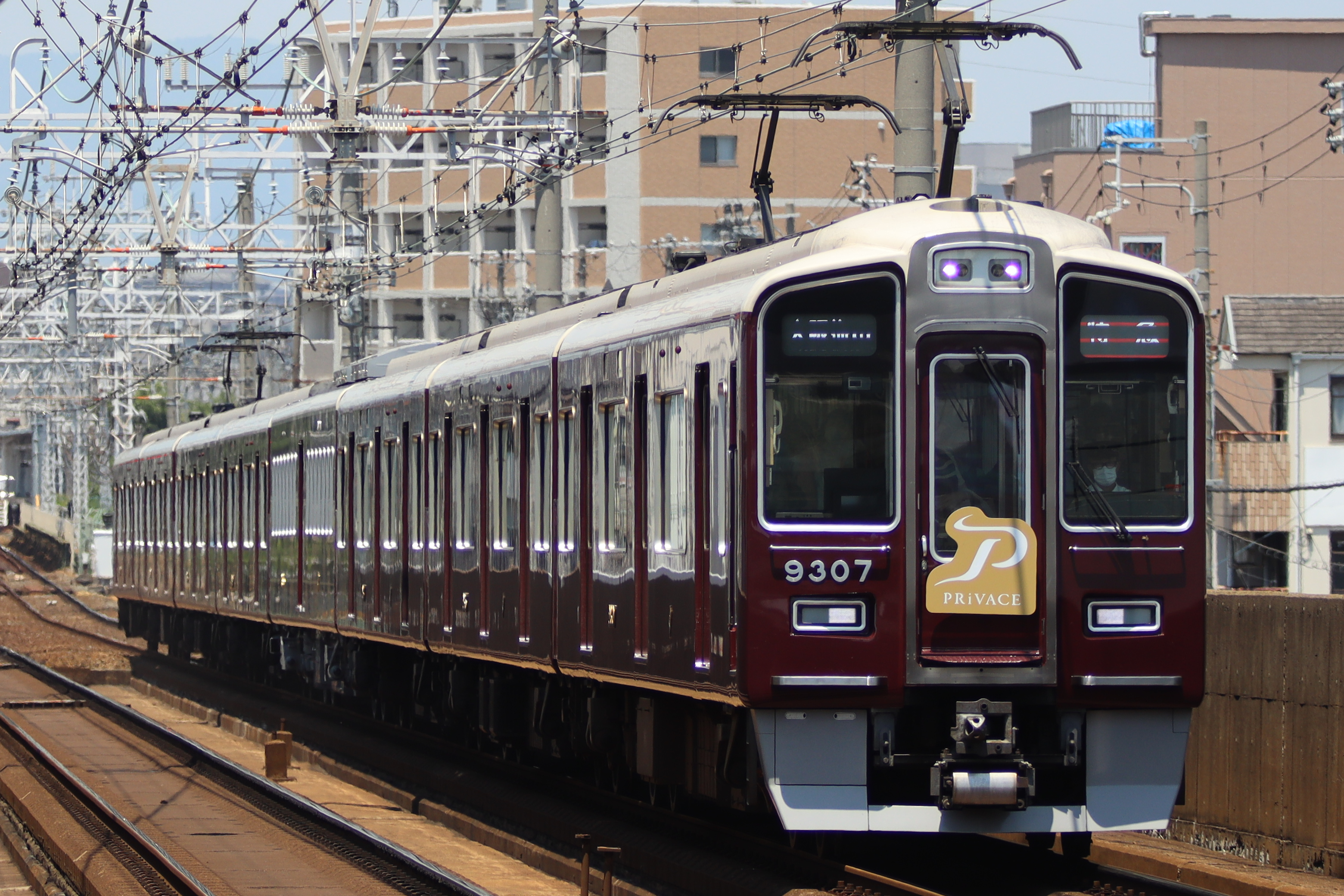
8300系
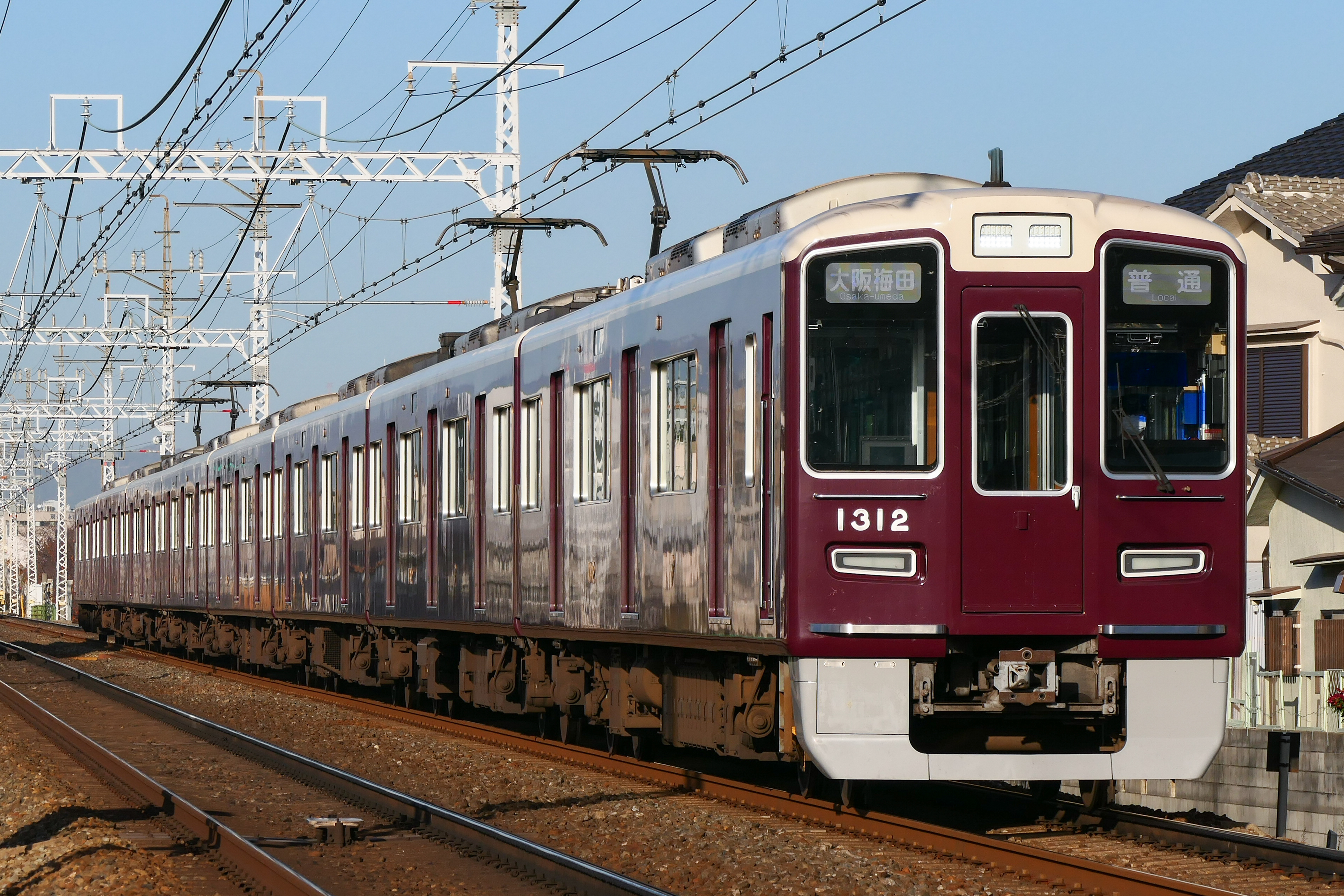
9300系
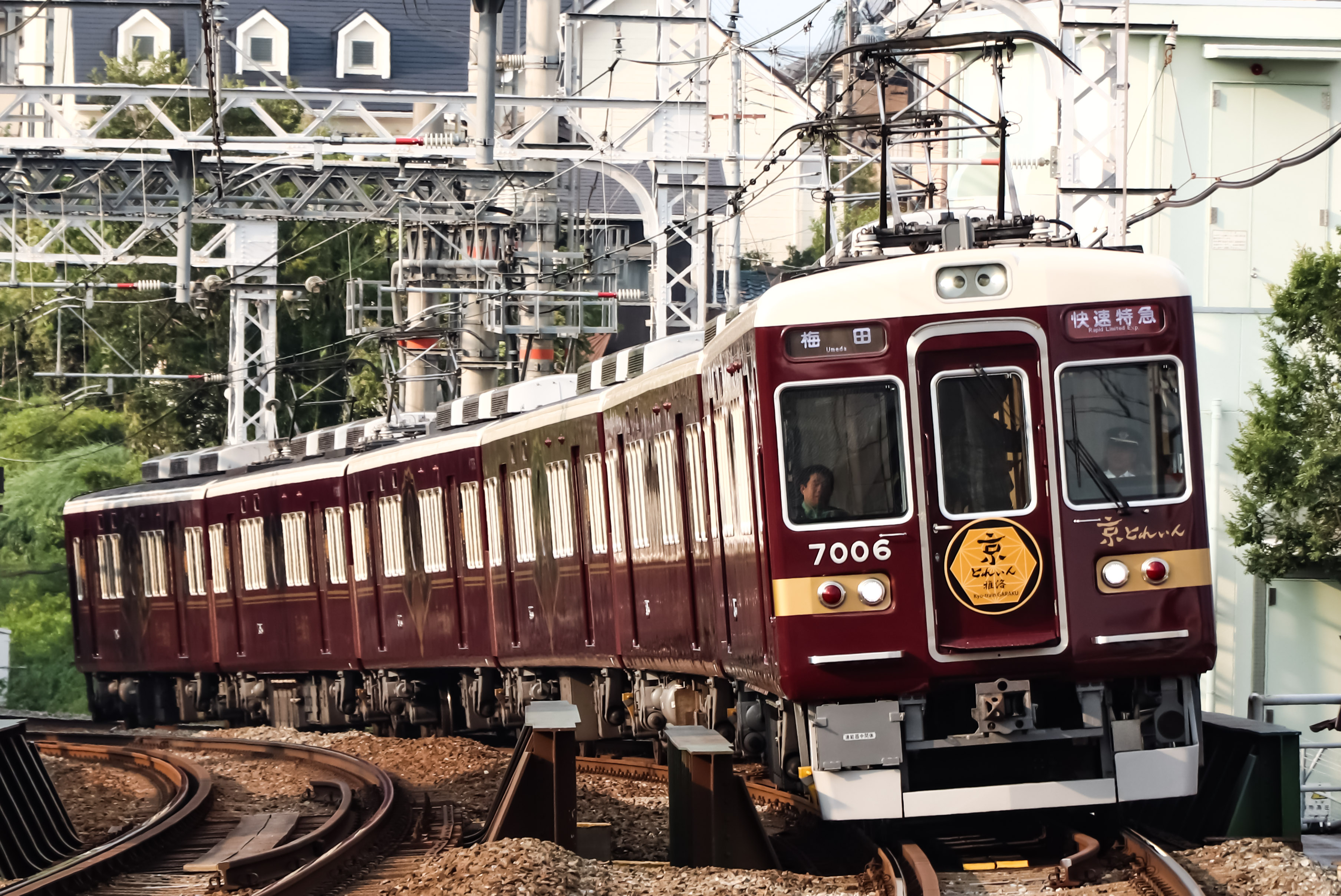
1300系（2代）
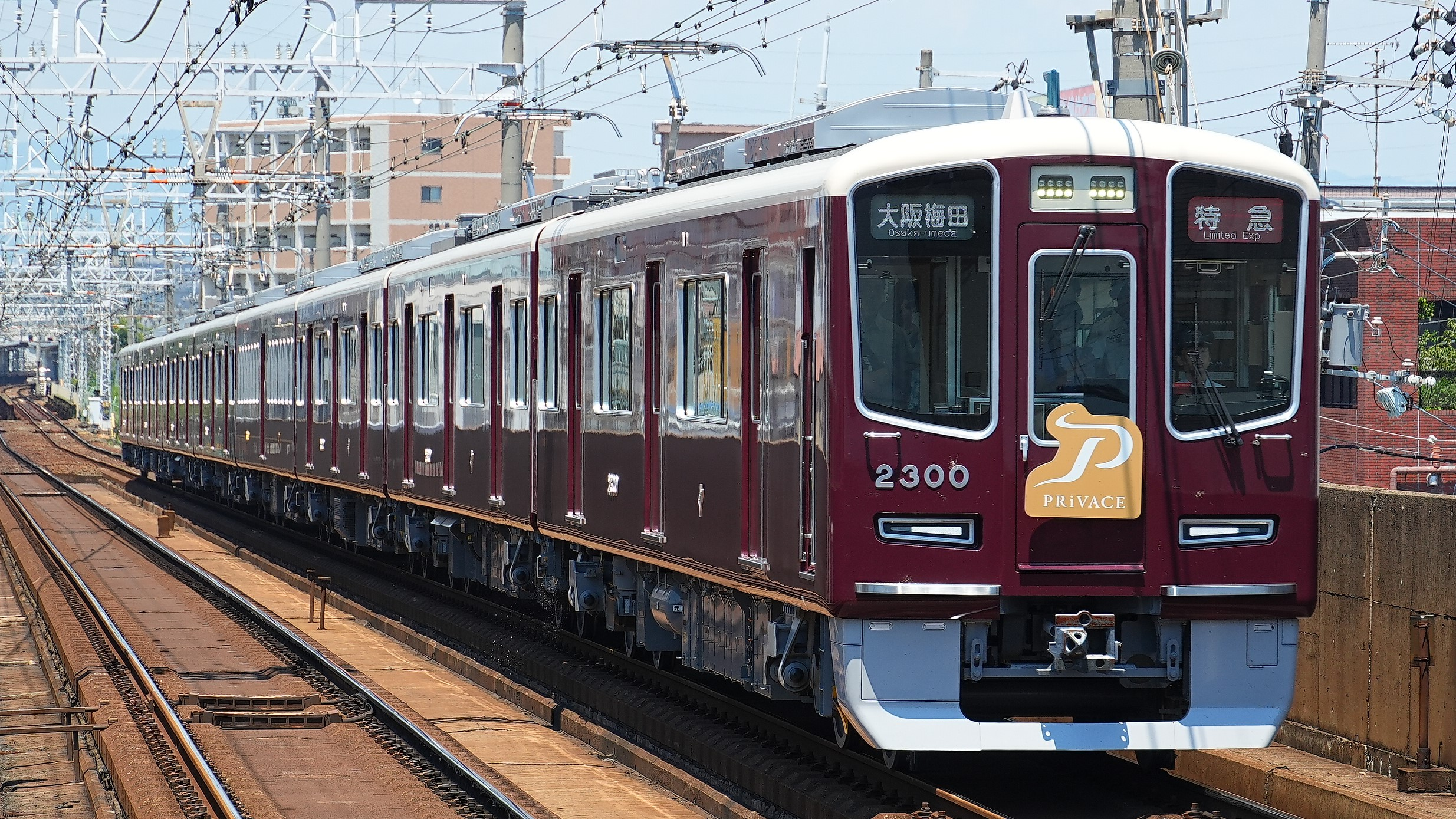
2300系（2代）

- 3300系
- 5300系
- 7300系
- 8300系
- 9300系
- 1300系（2代）
- 7000系（京とれいん　雅洛）
- 2300系（2代）

#### 乗り入れ車両
大阪市高速電気軌道 (Osaka Metro)
- 66系 - 定期列車では淡路駅 - 高槻市駅間のみで運用され、高槻市駅 - 京都河原町駅・嵐山駅間では運用されない。臨時列車では桂駅や嵐山駅までの運用実績がある。

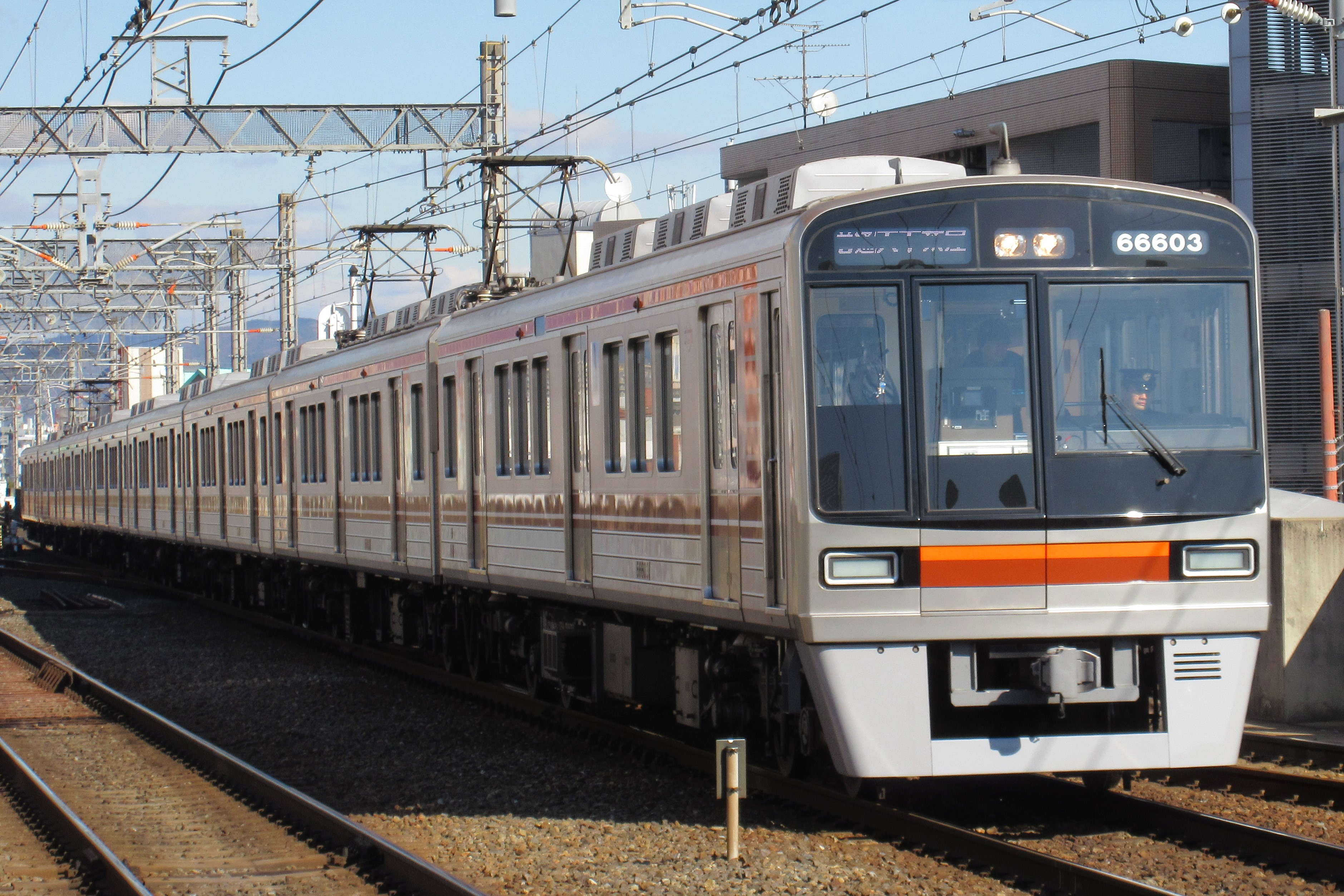
Osaka Metro66系

### 過去の車両

#### 自社車両
- 2000系（5300系投入まで暫定的に所属）
- 2300系（初代）
- 2800系
- 5100系（5300系投入まで暫定的に所属）
- 6300系
- 1300系（初代）
- 1600系
- 710系
- 210系
- 700系
- 200形
- 100形 (P-6)
- 10形 (P-4・P-5)
- 1形 (P-1)

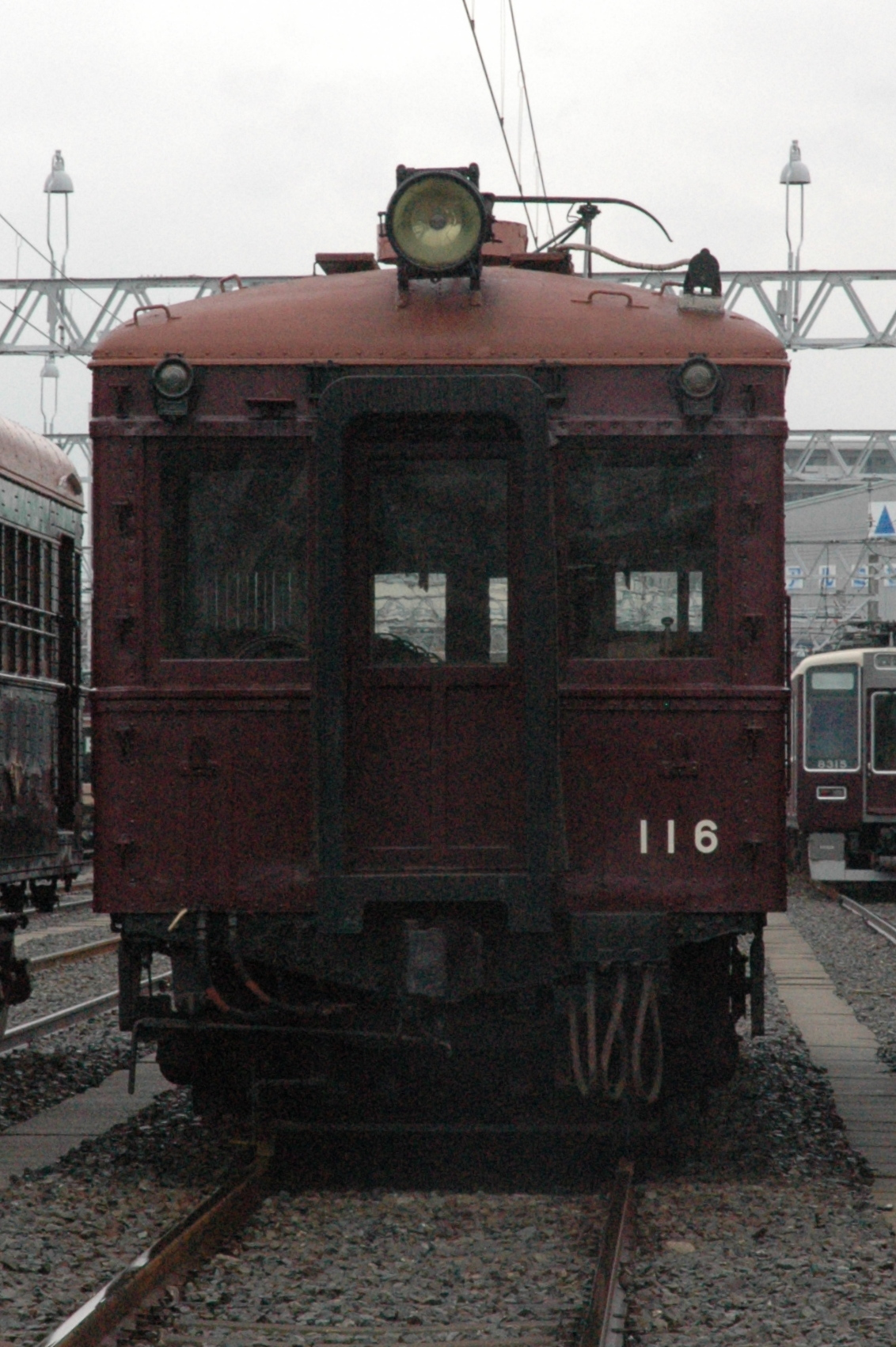
100形（P-6）
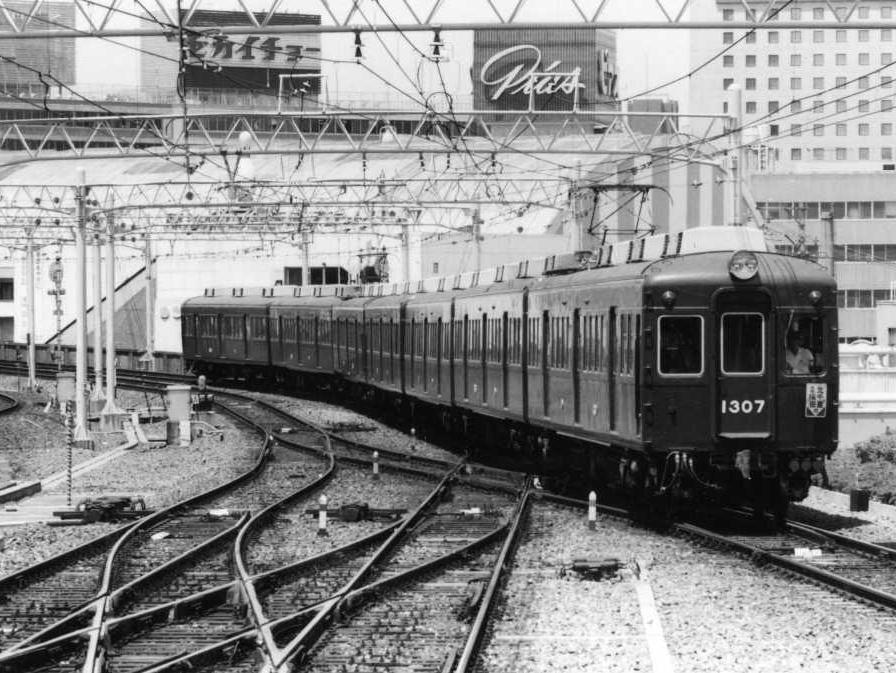
1300系（初代）
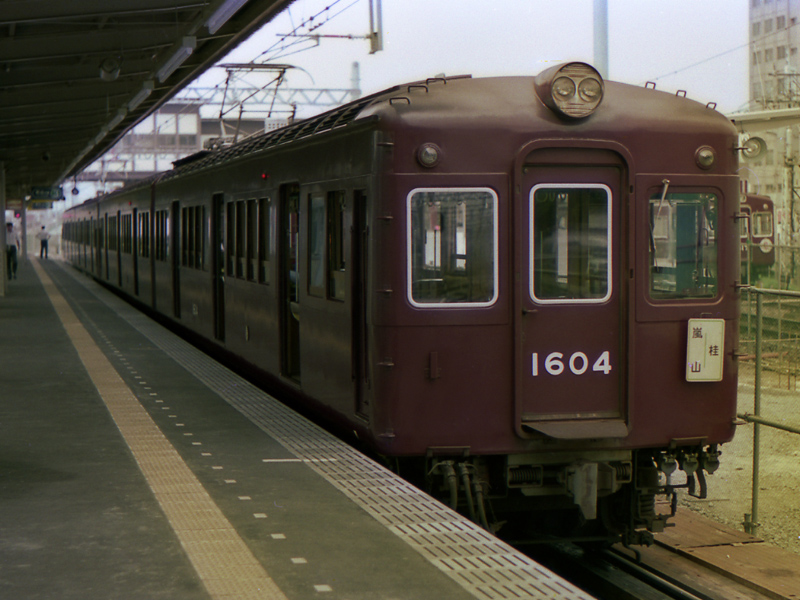
1600系
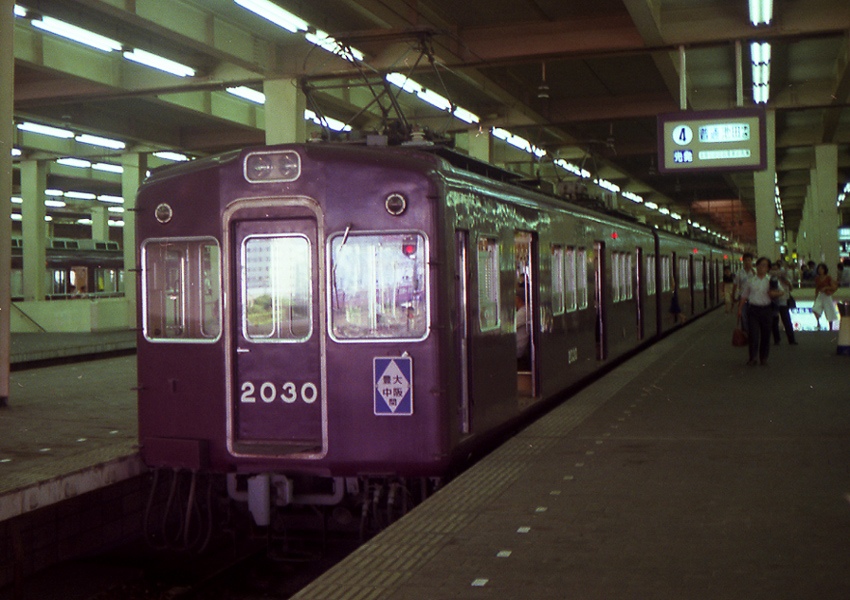
2000系
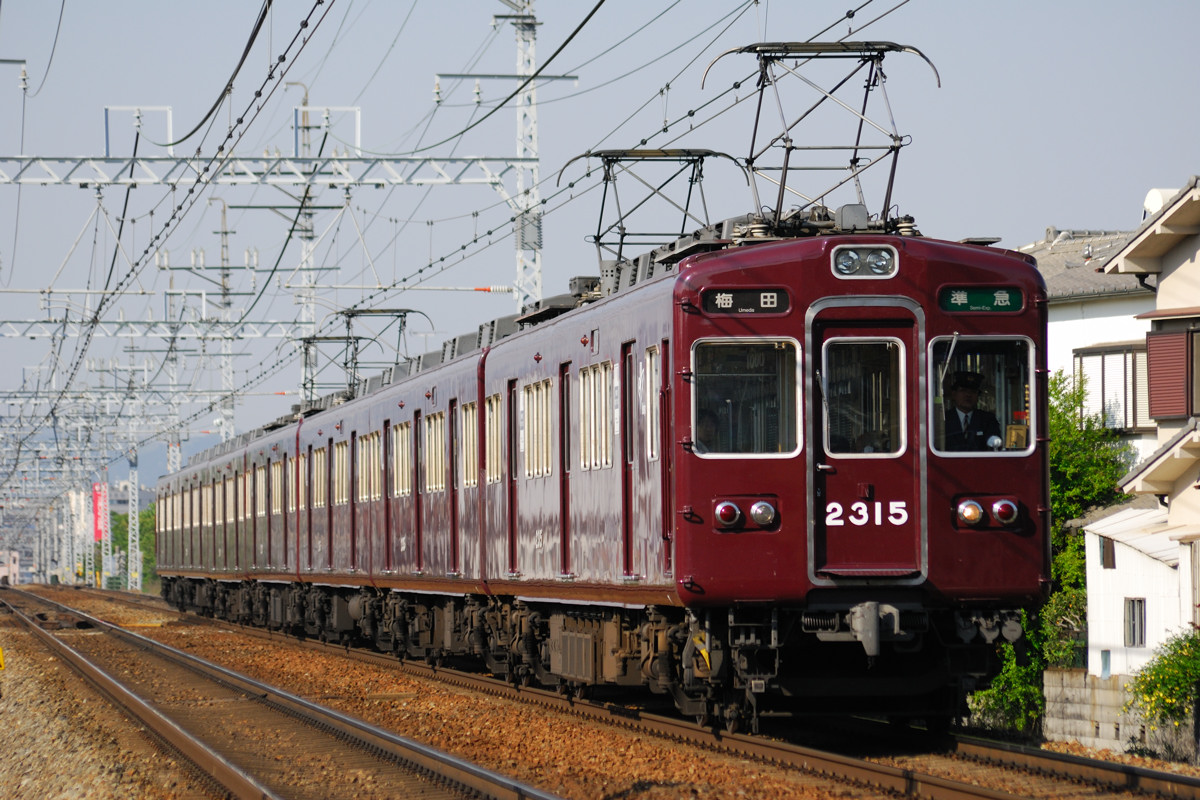
2300系（初代）
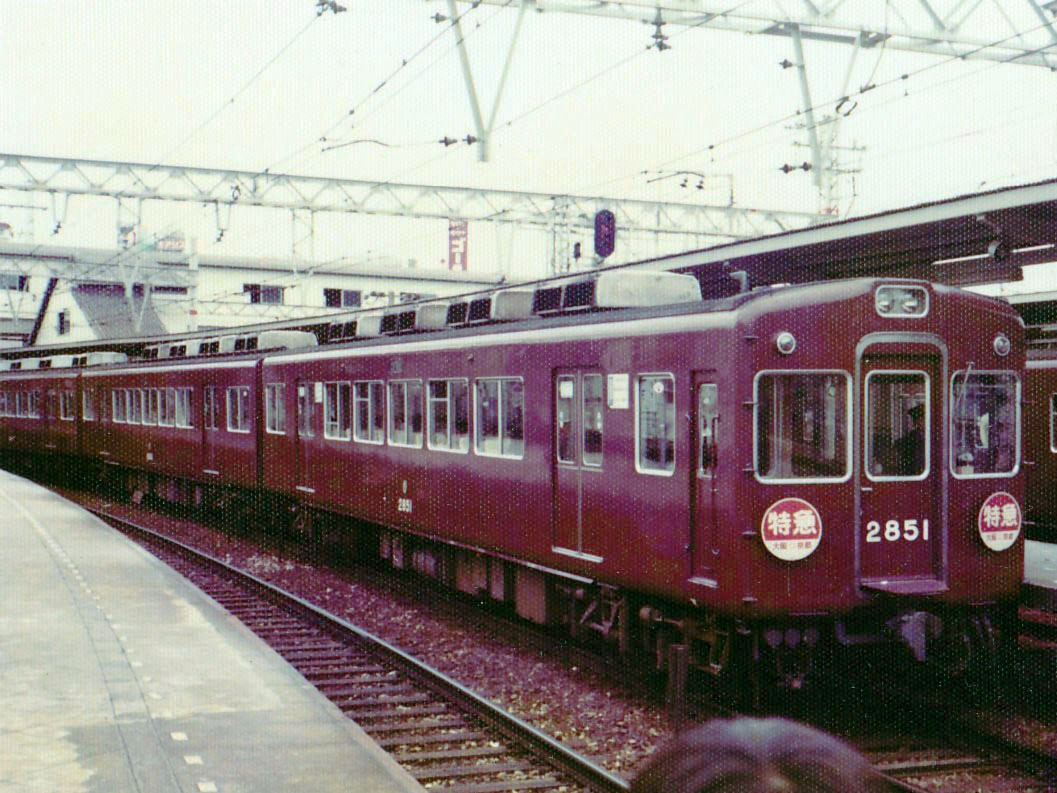
2800系
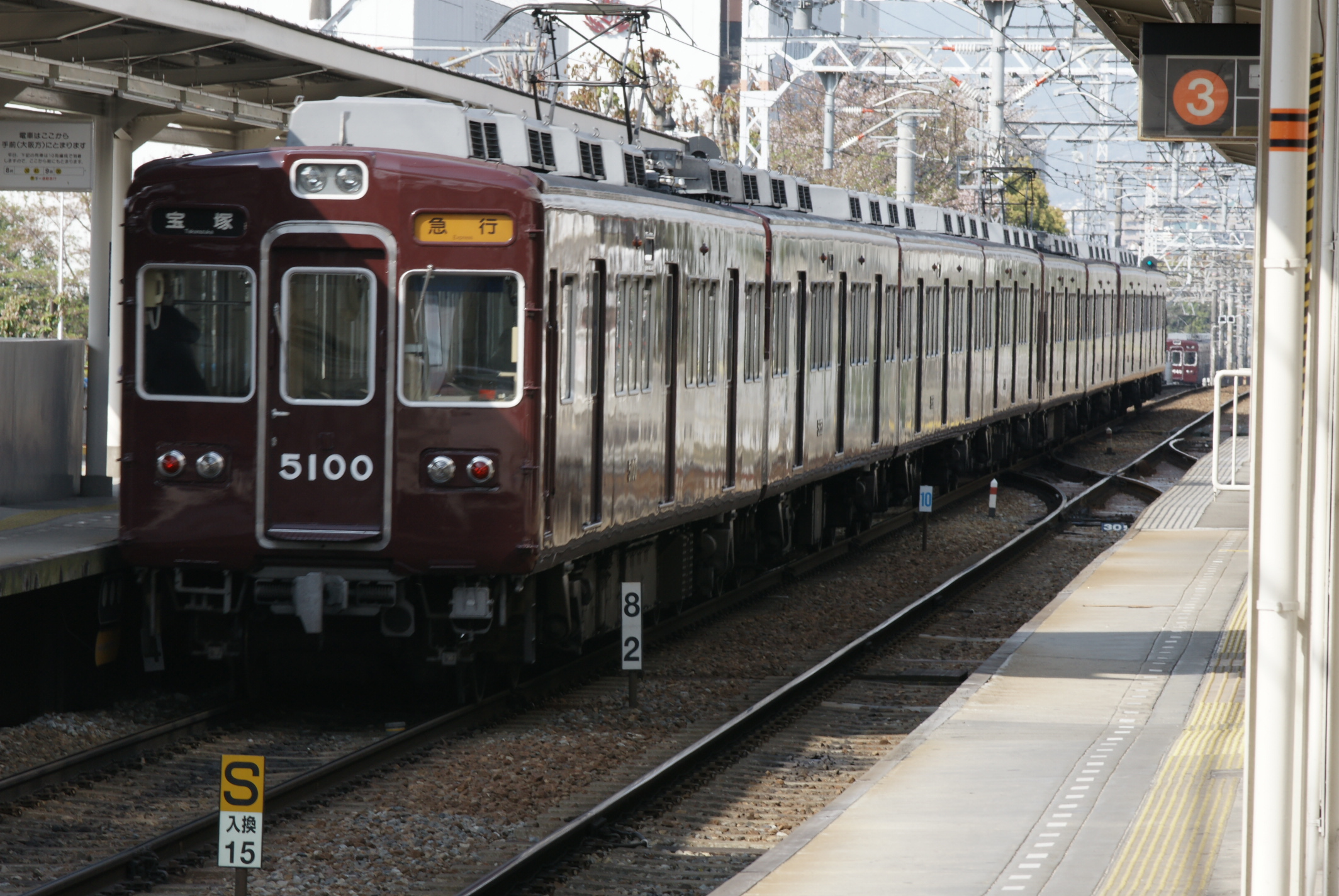
5100系 画像の宝塚線5100Fは落成当初、京都線で運用されていた。
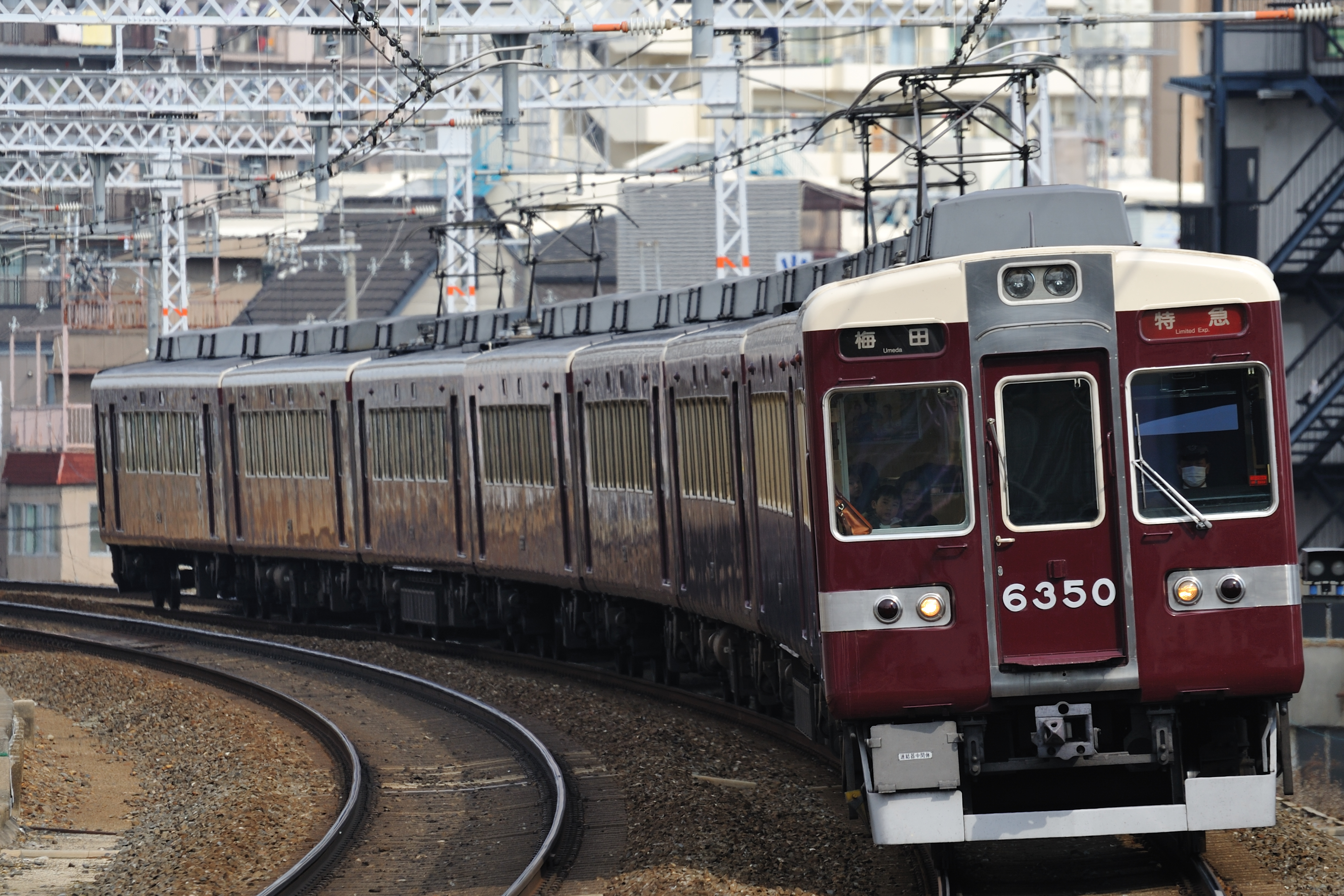
6300系

#### 乗り入れ車両
大阪市交通局
- 60系 - 淡路駅 - 高槻市駅間で運用された。2003年（平成15年）11月7日に運用終了。

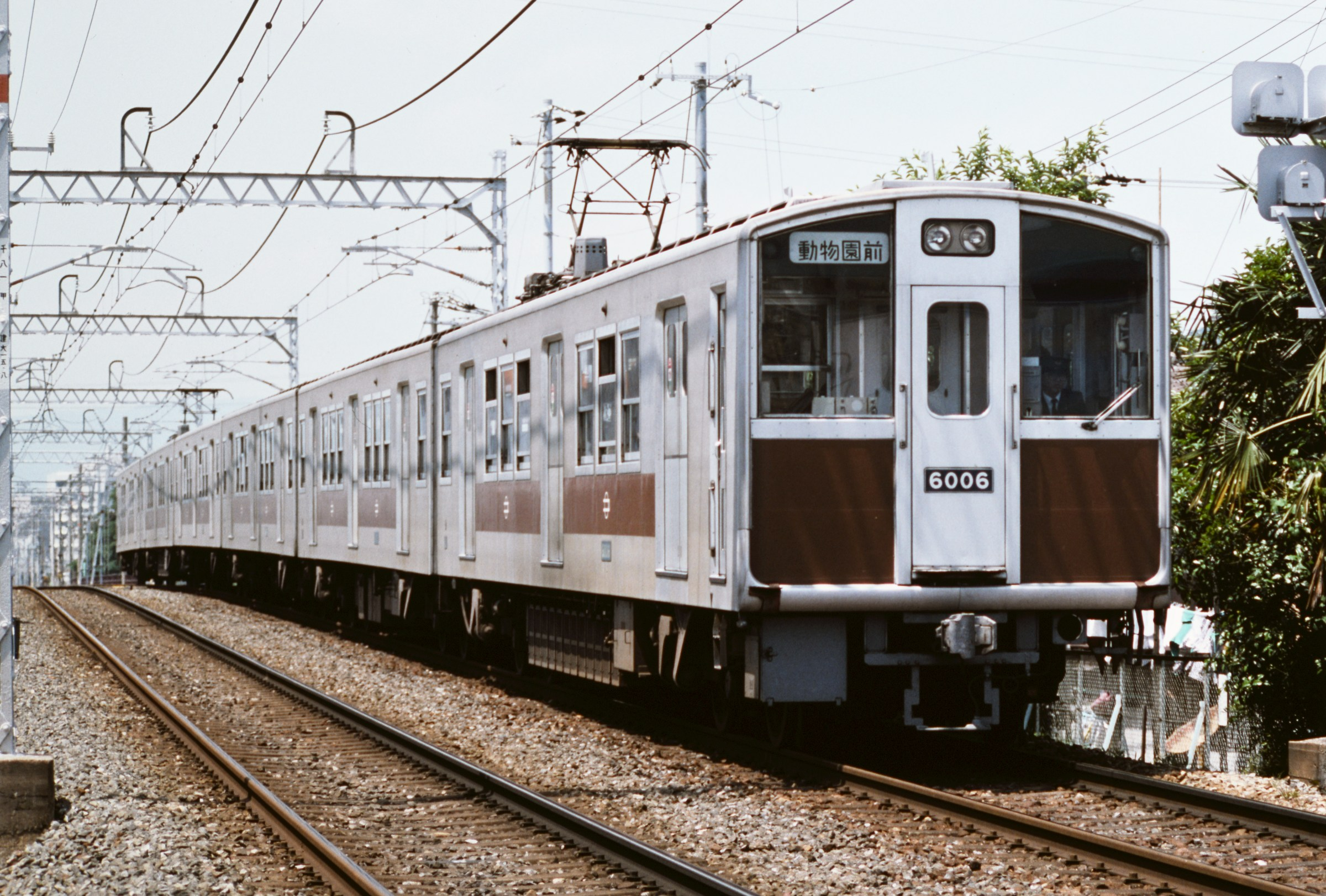
大阪市交通局60系

## 歴史
京都本線は、大正から昭和初期にかけてに大阪 - 京都間を高速で結ぶ新線として、当時の京阪電気鉄道が設立した子会社の新京阪鉄道によって建設され、開業した。

### 建設の経緯
京阪電気鉄道は、大阪 - 京都間に現在京阪本線となっている路線を1910年（明治43年）に開業していたが、これはアメリカのインターアーバンに準ずる路面電車を発展させた形の都市間電車で、併用軌道で街道筋の市街地を縫うように敷設されたため、曲線が多く、高速運転には向いていなかった。京阪本線の改良および輸送力向上工事と比較し、遥かに迅速かつ安価で効果的であるとの判断から、淀川右岸への進出とそれによる自社線との相乗効果を狙った出願を行った。

### 新京阪鉄道による建設・開業
当初は京阪本線森小路駅（現在の千林駅に相当）から支線を分岐させて、新京阪線上新庄駅予定地から南へ延長した路線に赤川で合流させ、城東線（後の大阪環状線）桜ノ宮駅・天満駅を経由して梅田まで延伸し、同地に総合ターミナル駅を作ろうという構想を打ち出したが、城東線の高架化が関東大震災復興工事優先投資の方針から遅れることになったため、梅田延伸に関して高架化に伴う跡地の利用を考えていた京阪では、この新線は当面は実現不可能と考えて、代替地を探すことにした。
ちょうど新京阪線の計画が立った頃の1921年（大正10年）に、十三駅から千里山駅までを結ぶ北大阪電気鉄道（現在は淡路駅を境に、西は京都線、北は千里線）という私鉄路線が開業していた。京阪ではこの会社を買収して同社が持っていた淡路 - 天神橋（天六）間の免許を利用することを考えた。同社の鉄道事業は1923年（大正12年）に新京阪へ譲渡された。
1925年（大正14年）に天神橋駅（現在の天神橋筋六丁目駅） - 淡路駅間が開業した。その後、京都側は地下線で開業させる予定であったが、昭和天皇の即位大典に間に合わせるため、急遽西院に仮駅を設けることにし、1928年（昭和3年）に天神橋駅 - 京都西院駅（現在の西院駅）間の全線が開業した。

### 京阪電気鉄道への合併
1930年（昭和5年）、大宮駅までの地下線による延伸の目途が立ったことから、新京阪鉄道は京阪電気鉄道に合併されて同社の新京阪線となった。大宮駅までの延伸は1931年（昭和6年）に完成したが、これは大阪市営地下鉄（現在のOsaka Metro）開業の1933年（昭和8年）よりも早く、関西では初の地下鉄道路線でもあった。
なお、新京阪鉄道は西向日町駅（現在の西向日駅）から分岐して伏見・山科に至る路線と京阪宇治線の六地蔵駅付近から滋賀県大津市の馬場に至る路線、大宮駅からさらに京都市の地下を貫通する路線の免許も得ていた。このうち大宮駅からの地下貫通路線の免許は戦後に河原町駅へ阪急によって路線延長がなされる際に活用された。さらに京阪では、その大津市馬場から鈴鹿山脈を越えて名古屋に至る名古屋急行電鉄の建設計画も持っていたが、恐慌のため資金調達が困難となり、免許失効となった。

### 高速運転
沿線の人口が少ないため（当時は高槻でさえ市制を敷いていなかった）、同線は京阪間の都市間輸送に重きを置き、天神橋駅 - 大宮駅間をノンストップ34分で結ぶ超特急など高速運転を行う列車を走らせた。その速さは同社の保有するP-6形電車による速達列車が当時の鉄道省線で最速の特急列車「つばめ」を抜いたと言う逸話が残るほどであった（「新京阪鉄道P-6形電車」も参照）。京阪本線では新京阪線との相乗効果を狙い、急行や普通を増発している。
また、1937年（昭和12年）に国鉄東海道本線京都駅 - 吹田駅間の電化が完成（吹田駅 - 須磨駅間は1934年（昭和9年）に完成）し、京阪間をノンストップの36分で結ぶ急行電車（急電）が走るようになると、京阪では新京阪線・京阪線の両線ともに列車の本数を増やし、運賃を値下げした。さらに1934年（昭和9年）からは、天神橋駅 - 大宮駅間運転の列車のほか、同列車と淡路駅で解結を行うことにして、阪急線と接続させるため十三駅を発着駅にする列車も設定した。

### 京阪神急行電鉄への統合
戦時中の交通統制のため、京阪電気鉄道と阪神急行電鉄は1943年（昭和18年）に合併して京阪神急行電鉄（現在の阪急電鉄）となり、新京阪線も同社の運営となった。戦後、京阪電気鉄道は1949年（昭和24年）に再び分離発足することになる。この取り決めがなされた1949年の役員会において、旧京阪側は合併前の状態へ戻すことを主張したのに対し、旧阪急側は1944年（昭和19年）から開始された新京阪線電車の阪急梅田駅乗り入れ実績を踏まえ、新京阪電鉄を阪急側の所属路線とすることを主張した。日本国有鉄道も加わった協議の結果、京阪神地域の将来を見据えて、「実質的な新京阪線の神戸・宝塚への延伸」という考え方や、旧阪急系役員の頭数の多さによる旧京阪系役員の劣勢から、同線と支線の千里山線（現在の千里線の淡路駅以北）・十三支線（現在の京都本線の淡路駅以西）・嵐山線は京阪神急行電鉄の路線として存置することになった。ただし、京阪電鉄から京阪神急行電鉄時代には京都 - 大阪間で定期券を持っていれば必要に応じ両線を自由に選択できた乗客にとっては、大きな利便性が失われる結果となった。
この時、路線名が現在の京都本線となった。またこのような経緯から、京都本線系統の路線を除いた阪急各線をその頭一字を取って神宝線と総称し、お互いを区別することになる。路線名が京都本線に改称されてからも、京都本線の起点は長らく天神橋駅のままであったが、いわゆる三複線（宝塚本線の梅田 - 十三間複々線化工事）が完成したのを機に、天神橋駅 - 淡路駅間を千里山線に変更するとともに、京都本線は十三支線を編入し、十三駅が起点となった。
戦後1950年（昭和25年）に天神橋駅 - 阪急京都駅（現・大宮駅）間で特急が復活した当時はノンストップで朝夕のみ運行であった。その後1956年（昭和31年）より大阪側のターミナルを天神橋駅から梅田駅に変更、梅田駅 - 阪急京都駅間ノンストップの特急を運転開始する（1961年（昭和36年）から十三駅に停車）。
上牧駅前後から大山崎駅にかけて一部高架区間があるが、これは並行する東海道新幹線の建設に併せて造られたもので、高架化工事中の1963年（昭和38年）4月から12月までの間、先に完成していた同線の高架線路を借りて列車の運行を行っていたことがある（東海道新幹線#新幹線の線路を先に走った阪急電車を参照）。

### 新線計画
戦後、京都本線の輸送増強と新幹線駅である新大阪駅へのアクセス路線として、1961年12月26日に淡路駅 - 新大阪駅 - 十三駅間4.0 km及び新大阪駅 - 神崎川駅間3.0 kmの事業免許を取得した。なお、完成した暁には、梅田と京都・千里方面を結ぶ列車は新大阪経由となり、淡路駅 - 南方駅 - 十三駅間は支線とし、区間運転の普通列車を運行させる予定であった。しかし、用地買収の困難などの諸般の事情により難航。そして、2003年3月1日に淡路駅 - 新大阪駅間、新大阪駅 - 神崎川駅間の免許が失効した。

### 河原町延伸開業
1963年（昭和38年）には、念願であった大宮駅 - 河原町駅（現・京都河原町駅）間が延伸開業し、京都都心部への乗り入れを果たす。これを機に従来30分間隔でクロスシート車中心であった特急を15分間隔へと増発したことで、ロングシート車の割合が高まった。当時の特急の停車駅は十三駅・大宮駅・烏丸駅で、閑散時間帯の座席数減少にはパイプ椅子を積み込んで対応したが、乗車時間が比較的長い京阪間ではロングシート車が敬遠され、延長・増発により利便性は向上したものの、利用が想定に届かなかったことから、翌1964年（昭和39年）には2800系が製造された。同系列は阪急初の特急専用車で、当時の料金不要特急としては破格の車内設備を持ち乗客からも好評で、本線のサービスアップならびに乗客増に大きく貢献した。
1971年（昭和46年）時点の梅田 - 河原町間の所要時間は最速38分（十三 - 大宮間30分）で、現在に至るまでの最速記録である。登場当初5両編成であった2800系は順次増強され、1973年（昭和48年）までに全編成が8両編成となった。また、阪急の看板列車として他形式に先駆けていち早く冷房改造を受け、1971年（昭和46年）から1973年（昭和48年）までのわずか2年で全編成が冷房化された。しかし、2800系の時代は短く、1975年（昭和50年）には後継の6300系が登場、1979年（昭和54年）までに全編成が6300系に置き換わり、2800系は3扉ロングシート車に改造された。2800系の特急としての運用は、長いもので15年、短いものではわずか5年であった。
当時の名神高速道路は片側2車線しかなく、天王山トンネル・梶原トンネル付近で慢性的に渋滞するなど、道路事情が良くなかったこともあり、京阪間の移動における鉄道利用の割合が高かった。2800系同様料金不要特急として破格の設備を持つ6300系は、京阪間ノンストップの運行体系とともに文字通り阪急の看板列車であった。

### 沿線人口の増加と輸送体系の変化
1989年（平成元年）12月16日のダイヤ改正では、茨木市と主に大阪市内とのビジネス利用増加に対応し、従来15分間隔であった特急・急行のうち、平日日中に限り急行を10分間隔へ増発、特急を20分間隔へ減便したダイヤへと変更した。1987年（昭和62年）に国鉄が分割民営化されて発足したJR西日本も1990年（平成2年）3月10日には新快速を日中に限り高槻駅停車としている。
1997年（平成9年）3月2日改正では、沿線人口のさらなる増加を見込んで、すべての特急が高槻市駅に停車するようになる。一週間後の8日には新快速も高槻駅に終日停車するようになった。
途中、十三駅・高槻市駅・大宮駅・烏丸駅に停車していたこの当時の特急の運転形態は、平日日中は20分間隔、それ以外は15分間隔で、夜間には30分程度開くこともあった。平日日中の河原町行き、平日夜間の一部と休日の梅田行きは、桂駅で先行の急行を追い抜くダイヤであった。平日の梅田発21時30分以降は快速急行となり、前記に加えて桂駅にも停車した。所要時間は最速で39分、一方朝の梅田行きは最大48分を要していた。車両は原則6300系が充当されたが、運転サイクルの移行時間帯などには3扉車8両編成も充当され、当時5300系の一部に残っていた非表示幕車では、かつての2800系を髣髴させる京都線伝統の「特急2枚標識」が掲げられた。
1998年（平成10年）には、名神高速道路の片側4車線化・トンネル増設などの改良工事も行われ、天王山付近の渋滞が緩和されるなど、京阪間の道路事情も改善されたため、通勤以外のビジネス利用を中心に、マイカーへの転移も見られるようになった。また、娯楽の多様化などにより、リピーターの多い京阪間の行楽利用が、年々減少していった。

### 2000年以降の動き
2001年（平成13年）3月24日のダイヤ改正では、大幅な停車駅の見直しと種別の整理が行われた。従来の特急が通勤特急に、快速急行が快速特急に、急行が快速急行にそれぞれ改称された。また、従来の快速の停車駅に南茨木駅が追加され、急行に改称された。特急は従来の急行を統合した性格の列車となり、京阪間輸送を軸としながら中間駅の需要にも対応した。日中は特急・急行・普通が10分間隔で運転されるようになり、高槻市駅 - 河原町駅間は減便となった。これに伴い河原町駅2号線を除く線内全駅を8両編成対応としている。準急と行楽期の「嵯峨野エクスプレス」は廃止され、行楽期には臨時特急が新設された。なお、特急の所要時間は十三駅 - 大宮駅間ノンストップ時代の38分から4 - 7分延びて、上り下りともに42 - 45分が標準となったが、特急の10分ヘッド運転による待ち時間の減少でカバーしている。
2003年（平成15年）には3扉車の9300系が特急に投入される。2007年（平成19年）3月17日のダイヤ改正では特急が淡路駅にも停車するようになり、2001年以前の急行（現在の快速急行）との停車駅の差は西院駅・大宮駅のみとなった。2010年2月には2扉車6300系の特急運用が終了した。
一方で、21世紀に入ってからは、駅間の長い区間に新駅の設置を進めており、洛西口駅、摂津市駅、西山天王山駅が開業している。

### 年表
- 1916年（大正5年）9月1日：北大阪電気鉄道が天神橋筋六丁目 - 淡路 - 千里山間の免許を取得。
- 1919年（大正8年）9月12日：北大阪電気鉄道が十三 - 淡路間の免許を取得。
- 1921年（大正10年）4月1日：北大阪電気鉄道が十三駅 - 淡路駅 - 豊津駅間を開業。東海道本線以南は旧東海道本線廃線敷を利用した。
- 1923年（大正12年）4月1日：新京阪鉄道が北大阪電気鉄道の鉄道路線を譲り受ける。
- 1925年（大正14年）10月15日：新京阪鉄道が天神橋駅（現在の天神橋筋六丁目駅） - 淡路駅間を開業。
- 1928年（昭和3年）
  - 1月16日：淡路駅 - 高槻町駅（現在の高槻市駅）間が開業。全線の架線電圧を600 Vから1500 Vに昇圧。
  - 11月1日：高槻町駅 - 京都西院駅（現在の西院駅）間が開業。
- 1930年（昭和5年）
  - 4月21日：天神橋駅 - 京都西院駅間に超特急を運転開始。途中、淡路駅のみの停車（行楽期は嵐山線との接続駅である桂駅にも停車）で京阪間を34分にて結んだ。
  - 9月15日：京阪電気鉄道が新京阪鉄道を合併。天神橋駅 - 京都西院駅間が新京阪線、十三駅 - 淡路駅間が十三（支）線となる。
- 1931年（昭和6年）3月31日：関西初の地下線として西院駅 - 京阪京都駅（現在の大宮駅）間が開業。京都西院駅を移転し西院駅に改称[30]。
- 1932年（昭和7年）12月：正雀変電所に出力2000 kWのピークカット用蓄電池が設置、使用開始[31]。
- 1934年（昭和9年）
  - 5月13日：上牧桜井ノ駅駅開業。
  - 9月1日：新京阪線の急行を十三駅まで運転開始、十三駅で阪神急行電鉄と接続[32]。
  - 9月21日：室戸台風が関西を来襲、午前7時45分停電で全線に渡り運転不能、同日17時天神橋 - 高槻町間が正雀変電所の蓄電池を電源として単線で運行再開。同月23日全線複線で運行再開[33]。
- 1935年（昭和10年）6月29日：水害により山崎 - 正雀駅間で不通、7月2日運転再開[34]。
- 1936年（昭和11年）4月15日：総持寺前駅が開業。
- 1938年（昭和13年）10月1日：超特急を廃止して特急に統合（途中停車駅：淡路駅、高槻町駅、桂駅、西院駅。高槻町駅で普通と連絡）。
- 1939年（昭和14年）5月16日：桜井ノ駅駅開業。上牧桜井ノ駅駅を上牧駅と改称。
- 1940年（昭和15年）6月15日：吹田町駅を京阪吹田駅に改称[35]。
- 1943年（昭和18年）
  - 1月1日：高槻町駅を高槻市駅と改称。
  - 10月1日：阪神急行電鉄が京阪電気鉄道を合併し京阪神急行電鉄が発足。京阪京都駅を京阪神京都駅[注釈 14]、京阪吹田駅を吹田東口駅と改称。
- 1944年（昭和19年）4月8日：十三駅より宝塚本線に乗り入れ、梅田駅（現在の大阪梅田駅）を発着駅とする急行を設定。
- 1945年（昭和20年）6月7日：梅田直通急行が新淀川橋梁上で空襲被害を受け、以後、直通運転を休止。
- 1946年（昭和21年）2月1日：東向日町駅 - 桂駅間に物集女（もずめ）駅開業。
- 1948年（昭和23年）
  - 1月1日：茨木町駅を茨木市駅、総持寺前駅を総持寺駅、桜井ノ駅駅を水無瀬駅と改称。
  - 3月1日：物集女駅を廃止。
  - 8月11日：爆撃で休止されていた梅田直通急行再開。
- 1949年（昭和24年）
  - 12月1日：京阪電気鉄道が分離。新京阪線は京阪神急行電鉄の路線となり、京都本線と改称。最高速度を110 km/hへ引き上げる認可を受ける。
  - 12月3日：神戸駅（現在の三宮駅） - 京阪神京都駅直通の特急の運転開始。
- 1950年（昭和25年）10月1日：大阪（天神橋駅） - 京阪神京都駅間に特急運転復活。
  - 当初はノンストップ、1954年までには高槻市駅、西院駅も停車駅追加、運行は朝夕のみ。
- 1954年（昭和29年）5月1日：吹田東口駅を相川駅と改称。
- 1955年（昭和30年）12月：十三線南方駅 - 崇禅寺駅間の曲線改良工事。
- 1956年（昭和31年）
  - 1月31日：十三線南方駅 - 崇禅寺駅間の国鉄跨線橋付近曲線改良工事完成。
  - 4月16日：大阪（梅田駅） - 京阪神京都間に特急新設[28]、所要時間38分（ノンストップ）[28]、30分間隔。天神橋駅発着特急の運転休止[28]。
- 1957年（昭和32年）7月1日：富田町駅を富田駅と改称。
- 1959年（昭和34年）2月18日：宝塚本線梅田駅 - 十三駅間が複々線化。新設の東側2線を京都線が使用開始（宝塚線の一部列車も使用。そのため架線電圧は600 V）。十三駅 - 淡路駅間の十三線と併せ、十三駅 - 京阪神京都駅間を京都本線とする。天神橋駅 - 淡路駅間は千里山線（後の千里線）に組み込まれる。
- 1961年（昭和36年）
  - 1月16日：大阪（梅田駅） - 京阪神京都駅間に通勤特急新設（朝ラッシュ時のみ運転。途中停車駅：十三駅、高槻市駅）、特急が十三駅停車
  - 8月1日：大宮駅 - 河原町駅間延伸工事起工。
- 1963年（昭和38年）
  - 4月24日：東海道新幹線の高架線が完成し、並行する阪急京都線側も高架化するため仮線として上牧駅 - 大山崎駅間で新幹線線路の借用開始。同区間に存在した駅に関しても仮設ホームを設置して営業。
  - 6月17日：大宮駅 - 河原町駅（現在の京都河原町駅）間が開業し全通。京阪神京都駅を大宮駅と改称。昼間時は各種別が15分間隔運転となる。梅田駅 - 河原町駅間の特急の所要時間は42分。
  - 12月29日：上牧駅 - 大山崎駅間の高架化完成。新幹線線路の借用終了。
- 1964年（昭和39年）：特急用車両2800系営業運転開始。
- 1965年（昭和40年）7月22日：2800系の増備完了により、特急の所要時間を42分から39分に短縮。
- 1968年（昭和43年）2月22日：自動列車停止装置（ATS）の使用を開始[36]。
- 1969年（昭和44年）
  - 8月24日：十三駅のデッドセクション廃止。
  - 12月6日：大阪市営地下鉄堺筋線との相互直通運転開始。
- 1970年（昭和45年）3月8日：南茨木駅開業。
- 1971年（昭和46年）11月28日：京都線の梅田駅ホームを旧駅から新駅に移転。特急の所要時間を38分に短縮（最速記録）。P-6の急行運用終了。
- 1972年（昭和47年）10月1日：乙訓郡向日町の市制施行（向日市）に伴い、東向日町駅を東向日駅、西向日町駅を西向日駅と改称。
- 1973年（昭和48年）
  - 3月：P-6の定期運用終了。
  - 11月23日：梅田駅1号線完成によるダイヤ改正。十三駅発着の普通列車を一部を除き梅田駅発着に延長する。
- 1975年（昭和50年）：特急用車両6300系営業運転開始。
- 1976年（昭和51年）9月23日：ダイヤ改正で十三駅7号線廃止。京都線の全列車が梅田駅発着となる。
- 1979年（昭和54年）3月5日：堺筋急行を運転開始。長岡天神駅にすべての急行が停車。夕ラッシュ時にも通勤特急（河原町行のみ）運転。
- 1982年（昭和57年）11月27日：平日朝の通勤時間帯に茨木市発梅田行きの準急を新設[23]。茨木市駅・高槻市駅高架化工事のため、特急のスピードダウンを実施。
- 1989年（平成元年）12月16日：ダイヤ改正により平日日中の特急を15分間隔から20分間隔に減便、急行・普通を10分間隔に増発。休日は従来通り特急・急行は15分間隔での運転。
- 1993年（平成5年）2月21日：高槻市駅高架完成に伴うダイヤ改正。土曜ダイヤを導入（2001年まで）。平日と同様に日中は特急を20分間隔、急行・普通を10分間隔で運転。
- 1995年（平成7年）：この年の『鉄道要覧』より、路線名が「京都線」から「京都本線」に改称[37][38]。
- 1997年（平成9年）3月2日：以下の内容でダイヤ改正を実施。
  - 特急が高槻市駅に終日停車。停車駅が同じとなった通勤特急を休止。
  - 平日朝・夜に快速急行を新設。
  - 平日に十三駅・淡路駅・茨木市駅・高槻市駅 - 河原町間各駅に停車する快速を新設。
  - 平日は特急・快速を20分間隔、急行を10分間隔で運転。なお、休日は特急・急行の15分間隔。
- 2001年（平成13年）
  - 3月24日：以下の内容でダイヤ改正を実施。開業以来続いた列車体系が大幅に変更された。
    - 従来の特急が通勤特急に、快速急行が快速特急に、急行が快速急行に改称[20]。
    - 特急は茨木市駅・長岡天神駅・桂駅が停車駅に加えられ、大宮駅が停車駅から外された。行楽期に臨時特急を新設[39]。
    - 快速の停車駅に南茨木駅が追加され、急行に改称。
    - 準急と行楽期の「嵯峨野エクスプレス」を廃止。
    - 平日および土曜・休日とも昼間は特急・急行・普通を10分間隔で運転[40]。従来の特急と急行が統合され、高槻市駅 - 河原町駅間は減便となる[20]。

  - 11月11日：行楽期の臨時特急に「いい古都エクスプレス」の愛称を付けて運転を開始。
- 2003年（平成15年）
  - 3月16日：洛西口駅が開業[41]（物集女駅跡地とほぼ同じ位置）。
  - 10月14日：9300系営業運転開始[42][43]。
- 2005年（平成17年）：この年の『鉄道要覧』より、路線名が「京都本線」から「京都線」に再度改称[44]。
- 2007年（平成19年）3月17日：以下の内容でダイヤ改正を実施[21]。
  - 快速特急が運行を休止。
  - 特急が淡路駅に停車[45]。
  - 通勤特急の停車駅に長岡天神駅、桂駅、西院駅が追加[45]。
  - 急行の停車駅に南方駅、上新庄駅が追加され、準急に改称[45]。
  - 行楽期の「いい古都エクスプレス」を臨時特急から臨時快速に格下げ。
- 2009年（平成21年）：京都線パターンATS使用開始[46]
- 2010年（平成22年）
  - 2月28日：特急・通勤特急での6300系の運用終了[29]。
  - 3月14日：摂津市駅が開業。ダイヤ改正により通勤特急の停車駅に茨木市駅が追加。平日の早朝・夕ラッシュ時に快速を運転開始。特急車両の9300系への置き換えと、パターンATSへの改良工事の完了にあわせて、相川駅 - 東向日駅間の最高速度を115 km/hへ引き上げ[14]、梅田駅 - 河原町駅間の特急の所要時間は上下ともに40秒 - 50秒短縮され、上りは最速42分50秒、下りは同43分10秒にそれぞれ短縮。「京都線」の案内表記を「京都本線」に統一。
- 2011年（平成23年）
  - 3月19日：観光列車「京とれいん」が梅田駅 - 嵐山駅間の臨時列車で運転を開始[47]。
  - 5月14日：土休日ダイヤのみのダイヤ改正。土曜・休日に梅田駅 - 河原町駅間で観光列車「京とれいん」による快速特急[9]、昼間時間帯に天下茶屋駅 - 河原町駅間の堺筋準急の運転を開始。
- 2013年（平成25年）12月21日：西山天王山駅が開業。全駅に駅ナンバリング導入[48][49]。ダイヤ改正を実施し、快速の種別色を緑色から青色に変更。
- 2014年（平成26年）3月30日：1300系が営業運転を開始[50]。
- 2015年（平成27年）3月20日：2300系が定期運用を終了。
- 2018年（平成30年）1月26日：京都地下区間（西京極駅 - 河原町駅間）で携帯電話の利用が可能となる[51]。
- 2019年（平成31年・令和元年）
  - 1月19日：ダイヤ改正を実施[10]。十三駅を通過扱いとする「快速特急A」を設定。
  - 3月23日：「京とれいん 雅洛」が快速特急で運行開始[11][12]。
  - 10月1日：梅田駅を大阪梅田駅に、河原町駅を京都河原町駅にそれぞれ改称[52]。
- 2022年（令和4年）12月11日：この日を最後に十三駅通過の快速特急A「京とれいん」の運行を終了。
- 2024年（令和6年）7月21日：2300系（2代目）営業運転開始。特急・通勤特急・準特急で座席指定サービス「PRiVACE」開始[18]。

## 駅一覧
- 快速特急は土休日ダイヤ実施日のみ運行される。
- 行楽期には直通特急などの嵐山駅への直通列車も運転される。直通特急の京都本線内の停車駅は快速特急と同じ。運転区間については、「阪急嵐山線#臨時列車」を参照。運転日は阪急電車公式ホームページで発表される。

凡例
●：停車、｜：通過、
普通：各駅に停車するため省略。
#：待避線を備えた駅
‡：待避線を上り線だけに備えた駅
接続路線の ( ) 内の英数字はその路線の駅の駅番号を表す。
京都本線の駅番号は西山天王山駅が開業する2013年12月21日より導入。
| 正式路線名   | 駅番号 | 駅名         | 駅間 営業キロ | 営業キロ     | 営業キロ       | 準急 | 堺筋準急 | 急行 | 準特急 | 通勤特急 | 特急 | 快速特急 | 接続路線 | 地上／地下 | 所在地 | 所在地 | 所在地 |
| 正式路線名   | 駅番号 | 駅名         | 駅間 営業キロ | 十三 から    | 大阪 梅田 から | 準急 | 堺筋準急 | 急行 | 準特急 | 通勤特急 | 特急 | 快速特急 | 接続路線 | 地上／地下 | 所在地 | 所在地 | 所在地 |
| ------------ | --- | ------------ | ------------- | ------------ | -------------- | --- | --- | --- | --- | --- | --- | --- | --- | --- | --- | --- | --- |
| 直通運転区間 | 直通運転区間                                                                                                | 直通運転区間 | 直通運転区間  | 直通運転区間 | 直通運転区間   | 淡路駅から ○普通・堺筋準急…京都河原町駅方面から千里線経由堺筋線天下茶屋駅まで ○普通…大阪梅田駅方面から千里線北千里駅まで | 淡路駅から ○普通・堺筋準急…京都河原町駅方面から千里線経由堺筋線天下茶屋駅まで ○普通…大阪梅田駅方面から千里線北千里駅まで | 淡路駅から ○普通・堺筋準急…京都河原町駅方面から千里線経由堺筋線天下茶屋駅まで ○普通…大阪梅田駅方面から千里線北千里駅まで | 淡路駅から ○普通・堺筋準急…京都河原町駅方面から千里線経由堺筋線天下茶屋駅まで ○普通…大阪梅田駅方面から千里線北千里駅まで | 淡路駅から ○普通・堺筋準急…京都河原町駅方面から千里線経由堺筋線天下茶屋駅まで ○普通…大阪梅田駅方面から千里線北千里駅まで | 淡路駅から ○普通・堺筋準急…京都河原町駅方面から千里線経由堺筋線天下茶屋駅まで ○普通…大阪梅田駅方面から千里線北千里駅まで | 淡路駅から ○普通・堺筋準急…京都河原町駅方面から千里線経由堺筋線天下茶屋駅まで ○普通…大阪梅田駅方面から千里線北千里駅まで | 淡路駅から ○普通・堺筋準急…京都河原町駅方面から千里線経由堺筋線天下茶屋駅まで ○普通…大阪梅田駅方面から千里線北千里駅まで | 淡路駅から ○普通・堺筋準急…京都河原町駅方面から千里線経由堺筋線天下茶屋駅まで ○普通…大阪梅田駅方面から千里線北千里駅まで | 淡路駅から ○普通・堺筋準急…京都河原町駅方面から千里線経由堺筋線天下茶屋駅まで ○普通…大阪梅田駅方面から千里線北千里駅まで | 淡路駅から ○普通・堺筋準急…京都河原町駅方面から千里線経由堺筋線天下茶屋駅まで ○普通…大阪梅田駅方面から千里線北千里駅まで | 淡路駅から ○普通・堺筋準急…京都河原町駅方面から千里線経由堺筋線天下茶屋駅まで ○普通…大阪梅田駅方面から千里線北千里駅まで |
| 宝塚本線     | HK-01 | 大阪梅田駅   | -             | 2.4          | 0.0            | ● | 千里線経由堺筋線直通 | ● | ● | ● | ● | ● | 阪神電気鉄道： 本線（大阪梅田駅:HS 01） 大阪市高速電気軌道： 御堂筋線 (梅田駅:M16)・ 谷町線 (東梅田駅:T20)・ 四つ橋線 (西梅田駅:Y11) 西日本旅客鉄道： 東海道本線（JR京都線・JR神戸線）・ JR宝塚線・ おおさか東線・ 大阪環状線（大阪駅:JR-A47・JR-G47・JR-F01・JR-O11）・ JR東西線（北新地駅:JR-H44） | 地上区間 | 大阪府 | 大阪市 | 北区 |
| 宝塚本線     | この間に中津駅 (HK-02) があるが、京都線側には乗り場が設置されておらず、京都線は普通を含め全列車が通過する。 |              |               |              |                | | | | | | | | | 地上区間 | 大阪府 | 大阪市 | 北区 |
| 宝塚本線     | HK-03 | 十三駅       | 2.4           | 0.0          | 2.4            | ● | | ● | ● | ● | ● | ● | 阪急電鉄： 宝塚本線・ 神戸本線 | 地上区間 | 大阪府 | 大阪市 | 淀川区 |
| 京都本線     | HK-03 | 十三駅       | 2.4           | 0.0          | 2.4            | ● | | ● | ● | ● | ● | ● | 阪急電鉄： 宝塚本線・ 神戸本線 | 地上区間 | 大阪府 | 大阪市 | 淀川区 |
| HK-61        | 南方駅 | 1.9          | 1.9           | 4.3          | ●              | ● | ｜ | ｜ | ｜ | ｜ | 大阪市高速電気軌道： 御堂筋線（西中島南方駅:M14）                                                                        | | | 地上区間 | 大阪府 | 大阪市 | 淀川区 |
| HK-62        | 崇禅寺駅 | 1.3          | 3.2           | 5.6          | ｜             | ｜ | ｜ | ｜ | ｜ | ｜ | | 東淀川区 | | 地上区間 | 大阪府 | 大阪市 | |
| HK-63        | 淡路駅# | 1.0          | 4.2           | 6.6          | ●              | ● | ● | ● | ｜ | ● | ● | 東淀川区 | 阪急電鉄： 千里線（一部直通運転：上記参照） 西日本旅客鉄道： おおさか東線（JR淡路駅:JR-F04） | 地上区間 | 大阪府 | 大阪市 | |
| HK-64        | 上新庄駅 | 2.1          | 6.3           | 8.7          | ●              | ● | ● | ｜ | ｜ | ｜ | ｜ | 東淀川区 | | 地上区間 | 大阪府 | 大阪市 | |
| HK-65        | 相川駅# | 0.9          | 7.2           | 9.6          | ｜             | ｜ | ｜ | ｜ | ｜ | ｜ | ｜ | 東淀川区 | | 地上区間 | 大阪府 | 大阪市 | |
| -            | 東吹田信号所                                                                                                | 1.1          | 8.3           | 10.7         | ｜             | ｜ | ｜ | ｜ | ｜ | ｜ | ｜ | | 吹田市 | 吹田市 | 大阪府 | | |
| HK-66        | 正雀駅# | 1.1          | 9.4           | 11.8         | ｜             | ｜ | ｜ | ｜ | ｜ | ｜ | ｜ | | 摂津市 | 摂津市 | 大阪府 | | |
| HK-67        | 摂津市駅 | 1.5          | 10.9          | 13.3         | ｜             | ｜ | ｜ | ｜ | ｜ | ｜ | ｜ | | 摂津市 | 摂津市 | 大阪府 | | |
| HK-68        | 南茨木駅 | 2.0          | 12.9          | 15.3         | ●              | ● | ● | ｜ | ｜ | ｜ | ｜ | 大阪モノレール：大阪モノレール線（本線） (19)                                                                            | 茨木市 | 茨木市 | 大阪府 | | |
| HK-69        | 茨木市駅#                                                                                                   | 1.9          | 14.8          | 17.2         | ●              | ● | ● | ● | ● | ● | ｜ | | 茨木市 | 茨木市 | 大阪府 | | |
| HK-70        | 総持寺駅 | 1.4          | 16.2          | 18.6         | ｜             | ｜ | ｜ | ｜ | ｜ | ｜ | ｜ | | 茨木市 | 茨木市 | 大阪府 | | |
| HK-71        | 富田駅‡ | 1.1          | 17.3          | 19.7         | ｜             | ｜ | ｜ | ｜ | ｜ | ｜ | ｜ | | 高槻市 | 高槻市 | 大阪府 | | |
| HK-72        | 高槻市駅#                                                                                                   | 3.3          | 20.6          | 23.0         | ●              | ● | ● | ● | ● | ● | ｜ | | 高槻市 | 高槻市 | 大阪府 | | |
| HK-73        | 上牧駅 | 4.3          | 24.9          | 27.3         | ●              | ● | ｜ | ｜ | ｜ | ｜ | ｜ | | 高槻市 | 高槻市 | 大阪府 | | |
| HK-74        | 水無瀬駅 | 0.8          | 25.7          | 28.1         | ●              | ● | ｜ | ｜ | ｜ | ｜ | ｜ | | 三島郡 島本町 | 三島郡 島本町 | 大阪府 | | |
| HK-75        | 大山崎駅 | 2.0          | 27.7          | 30.1         | ●              | ● | ｜ | ｜ | ｜ | ｜ | ｜ | | 京都府 | 乙訓郡 大山崎町 | 乙訓郡 大山崎町 | | |
| HK-76        | 西山天王山駅                                                                                                | 2.5          | 30.2          | 32.6         | ●              | ● | ｜ | ｜ | ｜ | ｜ | ｜ | | 京都府 | 長岡京市 | 長岡京市 | | |
| HK-77        | 長岡天神駅#                                                                                                 | 1.5          | 31.7          | 34.1         | ●              | ● | ● | ● | ● | ● | ｜ | | 京都府 | 長岡京市 | 長岡京市 | | |
| HK-78        | 西向日駅 | 1.9          | 33.6          | 36.0         | ●              | ● | ｜ | ｜ | ｜ | ｜ | ｜ | | 京都府 | 向日市 | 向日市 | | |
| HK-79        | 東向日駅 | 1.4          | 35.0          | 37.4         | ●              | ● | ｜ | ｜ | ｜ | ｜ | ｜ | | 京都府 | 向日市 | 向日市 | | |
| HK-80        | 洛西口駅 | 1.3          | 36.3          | 38.7         | ●              | ● | ｜ | ｜ | ｜ | ｜ | ｜ | | 京都府 | 京都市 | 西京区 | | |
| HK-81        | 桂駅# | 1.7          | 38.0          | 40.4         | ●              | ● | ● | ● | ● | ● | ● | 阪急電鉄： 嵐山線 | 京都府 | 京都市 | 西京区 | | |
| HK-82        | 西京極駅 （西京極総合運動公園前）                                                                           | 2.1          | 40.1          | 42.5         | ●              | ● | ● | ｜ | ｜ | ｜ | ｜ | | 京都府 | 京都市 | 右京区 | | |
| HK-83        | 西院駅 | 1.8          | 41.9          | 44.3         | ●              | ● | ● | ● | ● | ｜ | ｜ | 京福電気鉄道： 嵐山本線 (A2)                                                                                             | 京都府 | 京都市 | 右京区 | 地下区間 | |
| HK-84        | 大宮駅 | 1.4          | 43.3          | 45.7         | ●              | ● | ● | ● | ● | ｜ | ｜ | 京福電気鉄道： 嵐山本線（四条大宮駅:A1）                                                                                 | 京都府 | 京都市 | 中京区 | 地下区間 | |
| HK-85        | 烏丸駅 | 1.1          | 44.4          | 46.8         | ●              | ● | ● | ● | ● | ● | ● | 京都市営地下鉄： 烏丸線（四条駅:K09）                                                                                    | 京都府 | 京都市 | 下京区 | 地下区間 | |
| HK-86        | 京都河原町駅                                                                                                | 0.9          | 45.3          | 47.7         | ●              | ● | ● | ● | ● | ● | ● | 京阪電気鉄道： 京阪本線（祇園四条駅:KH39）                                                                               | 京都府 | 京都市 | 下京区 | 地下区間 | |

- Osaka Metroとの連絡乗車券（天神橋筋六丁目駅経由指定のもの）を使う場合、梅田駅（東梅田駅・西梅田駅も含む）、南方駅（西中島南方駅含む）の地下鉄線との乗り継ぎはできない。後述の南海電鉄との連絡乗車券も同様である。
- 阪急電鉄の西院駅は「さいいんえき」、京福電気鉄道の西院駅は「さいえき」と読む（当該駅の記事も参照）。西院駅以東の4駅は四条通沿いに位置し、それぞれ四条通と交差する通り名が駅名となっているが、西院駅の「西院」とは、駅周辺の地域名であり、西大路通との交差点（西大路四条）の通称である。

### 主要駅の乗降客数
2023年（令和5年）の通年平均の乗降客数は次の通り。
- 大阪梅田駅：444,572人
- 十三駅：64,132人
- 南方駅：33,040人
- 淡路駅：37,305人
- 上新庄駅：42,091人
- 南茨木駅：37,987人
- 茨木市駅：52,270人
- 高槻市駅：54,273人
- 長岡天神駅：21,827人
- 桂駅：38,151人
- 西院駅：36,641人
- 大宮駅：22,510人
- 烏丸駅：74,449人
- 京都河原町駅：66,194人

大阪梅田駅を除けば京都市営地下鉄烏丸線の四条駅と乗り換えが出来る烏丸駅の利用者数が最も多い。

## 南海電鉄との連絡乗車券・企画乗車券
京都本線各駅で堺筋線天下茶屋駅経由・南海空港線関西空港駅までの連絡乗車券が発売されている。過去には2011年（平成13年）5月14日からは、線内では京都河原町駅・桂駅・高槻市駅・茨木市駅・淡路駅に設置の各「ごあんないカウンター」ならびに烏丸駅にて、天下茶屋駅経由関西空港駅への乗車券よりもさらに割安な「関空アクセスきっぷ」も発売していた。
年に2度発売されている「高野山1dayチケット」の阪急版では、阪急ならびにOsaka Metroが全線乗り放題となるため、南海高野線へはOsaka Metro堺筋線を経由して天下茶屋駅で乗り換えできるほか、Osaka Metro御堂筋線などを経由してなんば駅から入ることも可能。

## 連続立体交差事業
以下の箇所で連続立体交差事業（鉄道高架化）が実施または計画されている。
実施箇所
淡路駅・崇禅寺駅付近 - 事業主体は大阪市で、2024年度に高架切り替え、2031年度（令和13年度）に事業完了予定。当初は2024年度（令和6年度）に高架切り替え、2027年度（令和9年度）に事業完了を予定していたが、用地買収の遅れにより、2028年度（令和10年度）に高架切り替え、2031年度（令和13年度）に事業完了予定となった。
摂津市駅付近 - 事業主体は大阪府で、2023年度（令和5年度）に高架化工事に着手し、2033年度（令和15年度）に事業完了予定。
計画および検討箇所
長岡天神駅周辺 - 京都府が適切な時期に調査に着手する方針。
東向日駅周辺 - 向日市が事業化に向けた検討を進める方針。

## その他
- 2004年（平成16年）10月の近畿地方交通審議会答申第8号において、京都線と神戸線の相互直通運転が「既存施設の改良に関し検討すべき主な事業」[62]の一つに挙げられている。なお、神戸線との直通列車は、かつて神戸線・今津線経由で京都 - 宝塚間を直通する「歌劇特急」や、それとは別に戦後から昭和30年代までは神戸 - 京都間を直通する特急があった（神京・京宝特急を参照）。さらに2008年秋より春秋の観光シーズンには前述のように神戸線・京都線・嵐山線の直通列車が運転されている。
- 朝ラッシュ時の最混雑区間は上新庄駅→淡路駅間である。宝塚線・神戸線の最混雑区間は十三駅手前であるが、京都線は大阪都心方面へ堺筋線経由のバイパスルートがあるため[63]。なお、通過人員が最も少ない駅間は長岡天神駅 - 大山崎駅間である。[要出典]
- 京都本線の架線方式は、十三支線として開業した十三駅 - 淡路駅間がシンプルカテナリー架線であるのを除き、名目上は宝塚本線の増設線である梅田駅 - 十三駅間を含めて、すべてコンパウンドカテナリー架線となっている。なお、千里線の淡路駅以南については、十三支線の京都本線編入に伴う京都本線から千里線への編入後、天神橋駅の地下化や長柄橋梁の改築などの工事にあわせて、シンプルカテナリー化が行われている。[要出典]
- 大宮駅・西院駅は長らくホームの有効長が7両分しかなく、8両編成の特急、急行は最後部の車両をドアカットして対応していた。現在は両駅とも10両編成対応となっており、柱のデザインなどでホーム延伸部の識別が可能である[注釈 19]。